# Moïse
Pour les articles homonymes, voir Moïse (homonymie).
Moïse (hébreu : מֹשֶׁה בן עמרם Moshé ben ´Amram ; grec : Mωϋσῆς ou Μωσῆς, Mō(y)sēs ; latin : Moyses ; arabe : موسى Mūsā ; araméen syriaque : ܡܘܫܐ Mousha, Moushe) est, selon la tradition, le premier prophète du judaïsme. Moïse apparaît dans le Livre de l'Exode. Il est le personnage le plus important de la Bible hébraïque, recevant la Loi pour le judaïsme, préfigurant Jésus-Christ pour le christianisme et précédant le prophète Mahomet pour l'islam.
Pour les traditions monothéistes juive et chrétienne, Moïse est l'auteur sous inspiration divine du Pentateuque, c'est-à-dire des cinq premiers livres de la Bible, livres qui constituent la Torah juive et sont appelés la « Loi de Moïse » dans ces deux religions. C'est là que sont relatées l'histoire de Moïse lui-même, celle des Patriarches et celle du peuple d'Israël. Moïse y apparaît comme le prophète et le guide qui conduit le peuple hébreu hors d'Égypte, où il vivait dans la servitude, après que les dix plaies infligées à l'Égypte ont permis sa libération. Fils d'Amram et de Yokébed, Moïse est le premier personnage à être nommé « homme de Dieu » dans la Bible.
Selon ces traditions, Moïse écrit également « sous la dictée de Dieu » le Décalogue et tout un ensemble de lois religieuses, sociales et alimentaires. En plus de cette idée d'une rédaction mosaïque sous la dictée de Dieu connue comme la « Torah écrite », les rabbins attribuent également à Moïse la réception prophétique de la « Torah orale » que constituent les commentaires de la Loi codifiés dans la Mishna.
En islam, Moïse — sous le nom de Moussa — est le prophète le plus présent dans le Coran, cité à cent trente-six reprises. Il fait partie des « grands prophètes », considéré comme l'un des messagers envoyés par Allah, il annonce le prophète Mahomet. Les récits mosaïques du Coran font référence au Pentateuque et à l'Aggada et proposent aussi des épisodes originaux, insistant sur le parallélisme entre Mahomet et Moïse.
La place précise de Moïse dans la chronologie universelle tout comme son historicité demeurent inaccessibles pour la recherche contemporaine.
La tradition de la rédaction mosaïque de la Torah a été remise en question à partir du XVIIe siècle, entre autres par Spinoza, puis au XVIIIe siècle par Jean Astruc, qui ne réfutent pas pour autant l'historicité de Moïse. Par la suite, se développe l’école de la critique biblique, étudiant la Bible comme un objet scientifique.

## Anthroponymie

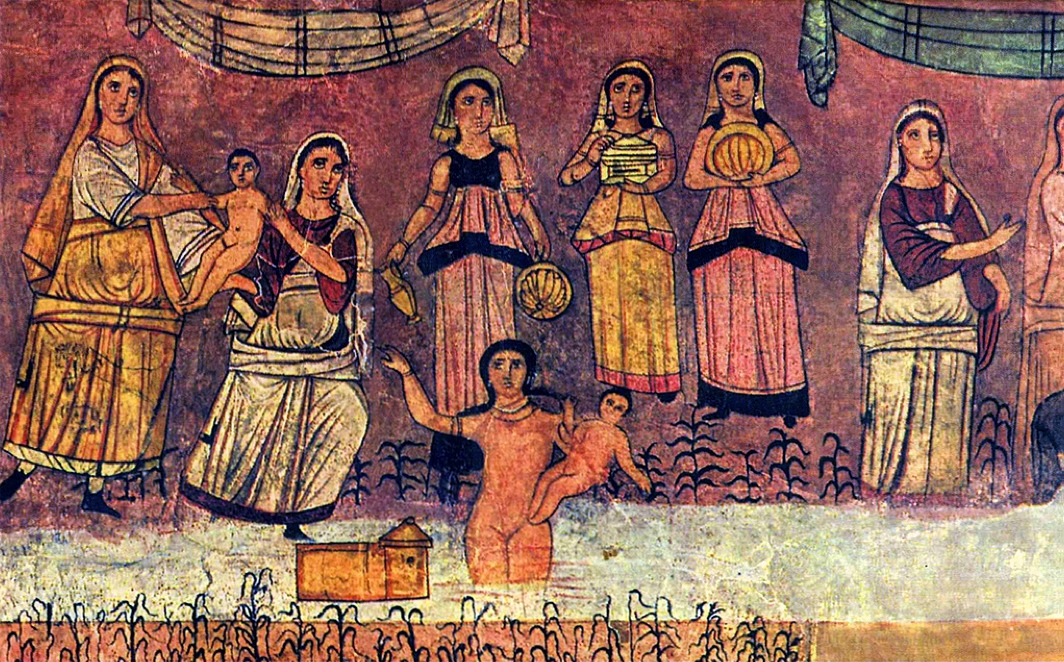
Une des fresques de la synagogue de Doura Europos, datée du milieu du IIIe siècle, rappelle le lien explicite entre le nom de Moïse et son étymologie populaire hébraïque : la fille d'un pharaon, entourée de suivantes, sauve des eaux Moïse nourrisson.

L'onomastique propose plusieurs pistes concernant l'étymologie du nom de Moïse.
La plupart des linguistes s'accordent sur une origine étymologique égyptienne du nom. Ce mot serait parvenu du latin Moyses, par le grec ancien Μωϋσῆς, Mōÿsês, lui-même depuis l’hébreu ancien מֹשֶׁה, Mošẹ, tiré de l'égyptien 𓄟, ms (mos, mes).
Ce nom apparaît dans le Livre de l'Exode. Le récit ne fait d'abord mention que de « l'enfant », sa mère ne lui donnant curieusement pas de nom à la naissance. Il faut attendre le final de l'épisode, en Exode 2, 10, pour que le rédacteur biblique propose un nom qui, suivant une étymologie populaire hébraïque, grammaticalement fausse, signifierait « tiré des eaux » : la fille de Pharaon découvre sur la rive du fleuve un panier où se trouve un nourrisson. Elle rend le bébé à sa mère, afin que celle-ci continue à l'allaiter. Puis, « quand [l’enfant] eut grandi, [la mère du nourrisson] l'amena à la fille de Pharaon, et il fut pour elle comme un fils. Elle lui donna le nom de Moïse (משה, MSH, Mosheh ou Moshé), car, dit-elle, je l’ai retiré des eaux » (MSYTHW, Mechitihou).
La recherche contemporaine s'accorde sur une origine égyptienne de ce nom, en lien avec l'histoire des Juifs en Égypte. Ainsi, l'étymologie hébraïque populaire proposée en Exode 2, 10, qui décrit davantage un état plutôt qu'une identité, ne peut cacher le caractère égyptien du patronyme : Moïse, Môseh en hébreu, constitue la déviation d'un nom très égyptien dont l'affixe -mosé issu de la racine égyptienne mesi/mas/mes (en hiéroglyphe : 𓄟) qui signifie « enfanter » ou de la racine m-s-s signifiant « engendré par », est souvent constitutive de noms théophores que portent soit des grands prêtres égyptiens, soit des pharaons tels que Ptahmosis, Thoutmosis, Ramsès.
Môseh est ainsi probablement une translittération de la seconde partie de ce nom théophore composé, dont la disparition d'une éventuelle première partie désignant une divinité égyptienne a pu résulter d'une censure biblique et dont l'existence du nom court attestée pour d'autres personnages dans la littérature égyptienne rend l'hypothèse superflue.
Il semble que le rédacteur biblique connaisse bien le sens égyptien du nom de Moïse : avant l'attribution de son nom en Exode 2:10, il le désigne en effet comme yèlèd (« nouveau-né, enfant ») issu de la racine yalad qui est la racine hébraïque équivalente à la racine égyptienne mesi/mas/mes. Dans son récit, il réalise ainsi, par une réinterprétation tardive, une construction littéraire donnant une étiologie hébraïque au nom de Moïse grâce à un procédé de style, appelé paronomase (jeu de mots qui repose sur les ressemblances graphique et phonétique), avec la racine hébraïque très rare משה.
La Septante ne peut effectuer cette reconstitution pseudo-étymologique par ce procédé littéraire. Philon d'Alexandrie et Flavius Josèphe trouvent un autre jeu de mots sur Moïse en l'appelant Môusês : ils rapprochent (en transcription grecque) ce Môusês du nom égyptien mṓu (« eau »), rendant compte par là de la déclaration de la fille du pharaon.
Les différentes formes égyptiennes possibles du nom et leurs significations respectives sont : ms-is/mos-is ou ms-isw/mos-isu (né d'un roseau), ms-SAi/mos-shai (né d'une botte de lin), ms-H/mos-eḥ ou ms-mHy/mos-meḥy (né du lin), mw-sA/mu-sa (fils du Nil), msa/mosa (tiré, accouché), ms-mw/mos-mu (né de l'eau), ms/mos ou msw/mosu (enfant), msy/mosy (enfant de), msi (produire, faire naître), msyt/mosyt (ceux qui sont nés), Ptah-mose (dans le cas de Moïse en tant que surnom). En copte on retrouve les formes ⲙⲱⲩⲥⲏⲥ Mōwses (mwses) et ⲙⲱⲩ̇ⲥⲏⲥ Mōysās.

## Récit biblique

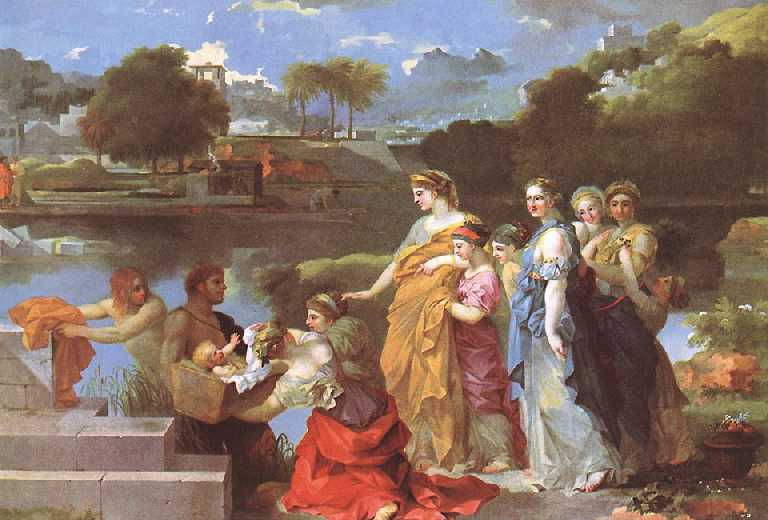
Moïse sauvé des eaux, huile sur toile de Sébastien Bourdon, vers 1650, National Gallery of Art, Washington.

La vie de Moïse décrite dans la Bible se découpe en trois parties de quarante ans, valeurs mythiques (le nombre 120 étant symbole de perfection) fréquemment employés par les rédacteurs bibliques au sujet de la longévité des personnages de la Bible.
Pharaon ayant décidé le meurtre des enfants hébreux mâles, la fille de Pharaon recueille sur la rive du fleuve un panier d'osier qui flotte et dans lequel est un nourrisson abandonné par sa mère hébraïque qu'elle nomme « Moïse », « sauvé des eaux ». La princesse adopte cet enfant hébreu. Le récit rapporte l'intervention de la sœur du bébé, donc Israélite, allant proposer à la princesse d'aller chercher une nourrice parmi les femmes des Hébreux, le rendant ainsi en fait, le temps de l'allaitement, à celle qui est sa mère biologique.
Plus tard, Moïse constate la misère de ce qu'il ignore être son peuple d’origine et tue un contremaître égyptien qui battait un Hébreu. Il s’enfuit dans le désert et trouve asile auprès de Jethro (ou Yitro), prêtre de Madian. Moïse prête main-forte aux filles de Jethro et se marie avec l’une d’elles, Tsippora (Séphora). Il mène une vie de berger, « faisant paître ses moutons loin dans le désert ».
Lorsque Moïse atteint l'âge de 80 ans, Dieu se révèle à lui et lui dévoile sa mission : « L’ange de l’Éternel lui apparut au milieu d'un buisson alors qu’il faisait paître les moutons de son beau-père. Il conduit alors les « Enfants d'Israël » hors d’Égypte, jusqu'à la « Terre promise », le pays de Canaan, sur le seuil duquel il meurt, à 120 ans. »

### Jeunesse de Moïse

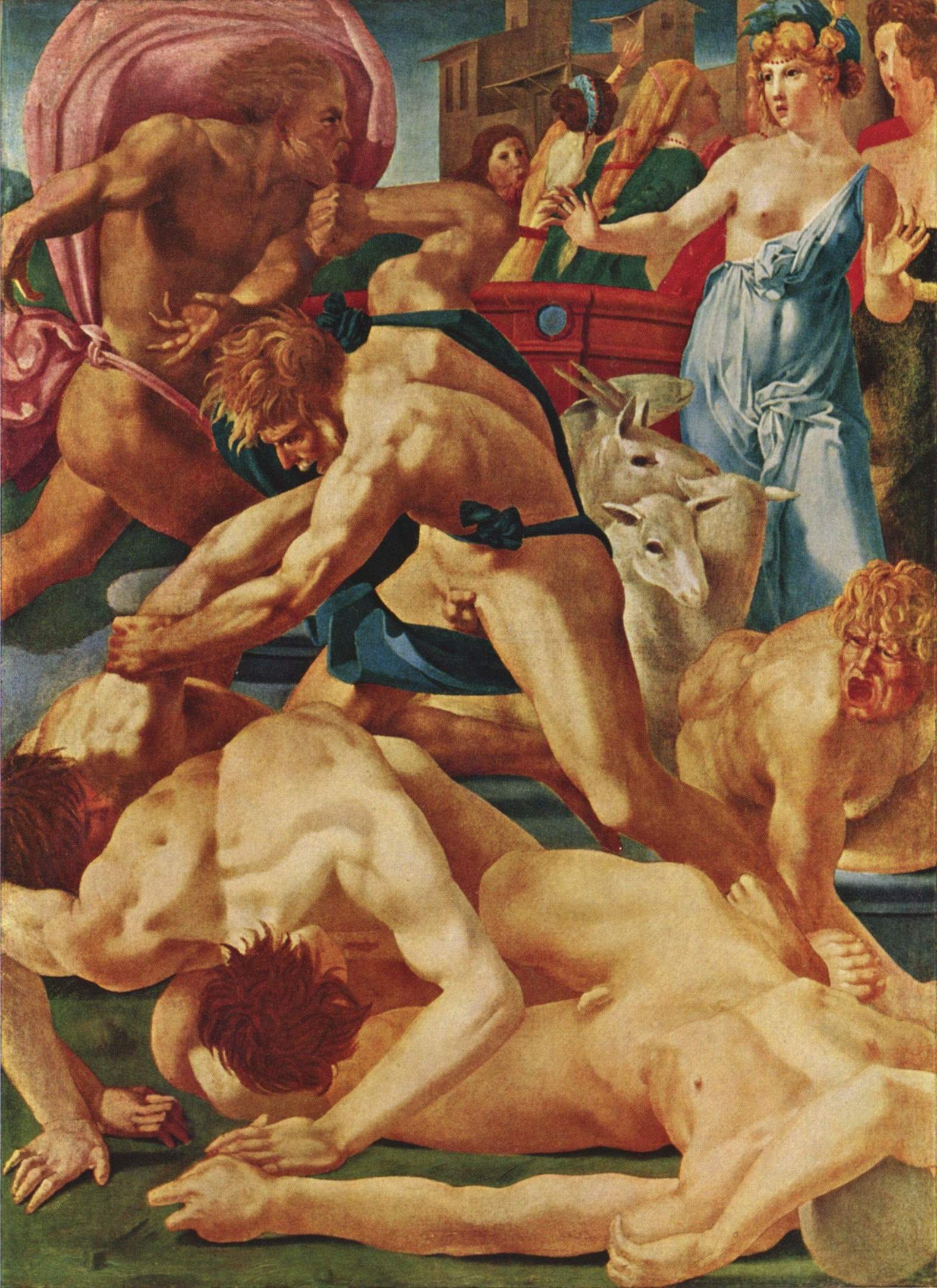
Moïse défend les filles de Jethro, huile sur toile de Rosso Fiorentino, vers 1523, Galerie des Offices, Florence.

Les parents de Moïse, Amram et Jocabed (hébreu Yokheved), sont tous deux issus de la maison de Lévi (qui sera consacrée plus tard au service de Dieu après l'épisode du veau d'or). Amram est le fils de Qehath et le petit-fils de Lévi. Ils sont de la première génération des Hébreux qui naissent en Égypte. Moïse est donc de la deuxième génération qui voit le jour en Égypte. C'est au cours de cette génération que Pharaon donne l'ordre à son peuple d'éliminer les nouveau-nés mâles et de ne laisser vivre que les filles. Le frère de Moïse s'appelle Aaron.
Après sa naissance (le 7 adar selon la tradition), sa mère Yokheved cache l'enfant durant trois mois puis l'abandonne dans une corbeille sur le Nil, près de la rive (le 6 sivan). La fille du pharaon (Bithiah — hébreu Batya — dans le midrash), qui se baignait avec des suivantes, trouve l'enfant et l'adopte (inspirée dans ce geste par l’ange Gabriel, selon le midrash), bien qu'ayant immédiatement deviné que l'enfant était hébreu.
Elle demande alors à une jeune fille qui observe la scène de lui trouver une nourrice parmi les Hébreux pour l'élever. Cette jeune fille, Myriam, qui est la sœur aînée de Moïse, lui présente sa mère pour être nourrice de l'enfant.

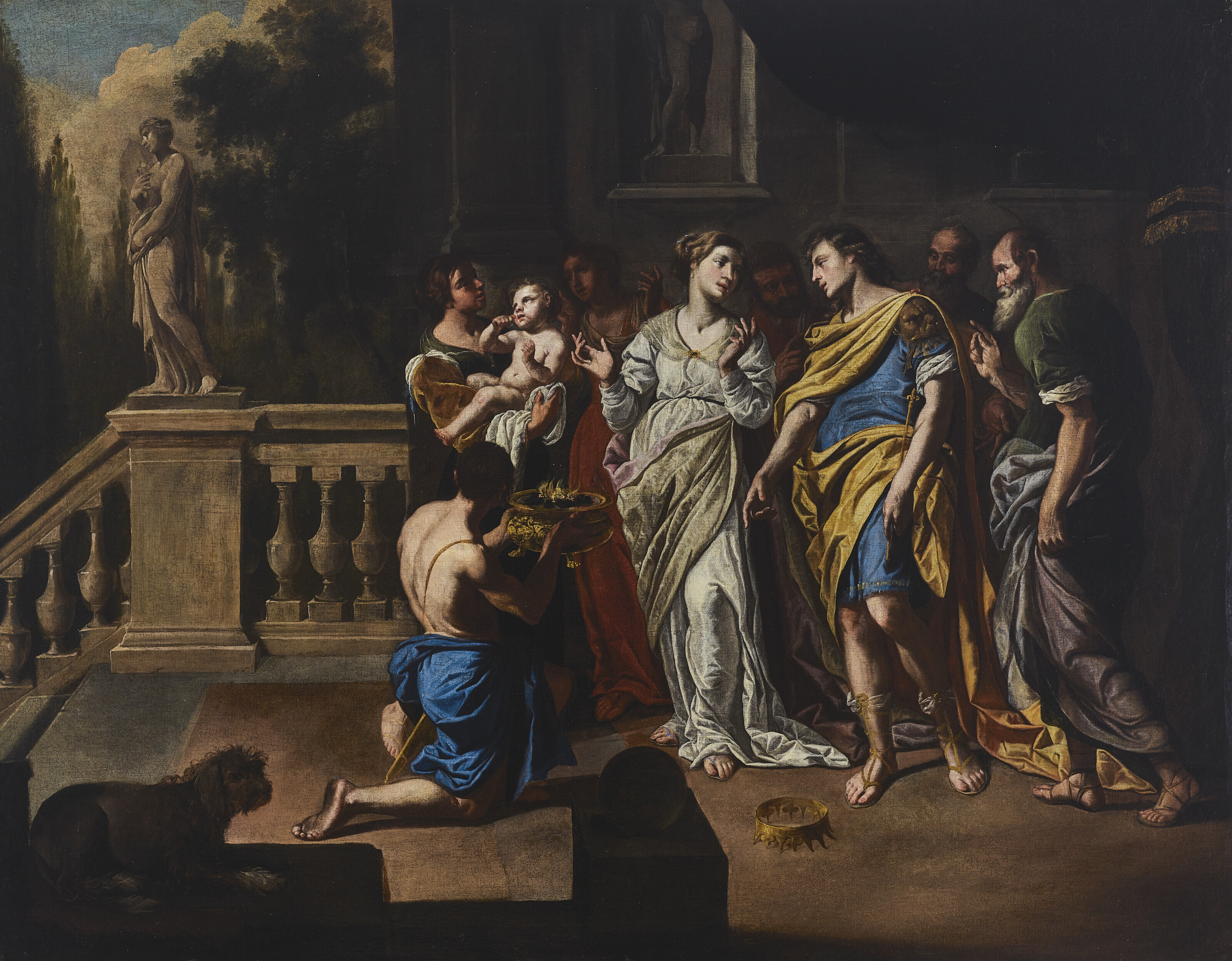
Studio d'Artemisia Gentileschi, Moïse se brûle la lèvre avec du charbon, années 1630.

Un célèbre midrash raconte qu'un jour Moïse, jouant sur les genoux du pharaon, lui dérobe sa couronne. Y voyant un mauvais présage, les mages du monarque suggèrent à celui-ci la mise à mort immédiate de l'enfant. Jethro, prêtre de Madian, propose de mettre à l'épreuve ce qui n'était peut-être que jeu d'enfant et fait placer Moïse devant un plateau de diamants et de braises ardentes. Moïse se précipite vers le plateau de diamants et trébuche (à la suite de l'intervention de Gabriel) vers les braises ardentes. Dans sa frayeur, il porte ses doigts à la bouche et se brûle la langue et les lèvres. C'est de là que vient le bégaiement de Moïse. Quant à sa bouche, un pansement y est mis. Quand celui-ci est retiré, il perd un morceau important de sa lèvre. Moïse est désormais « lourd de bouche et lourd de langue » (Ex 4,10-11), ce qui incitera Yahveh à associer son frère Aaron comme porte-parole de Dieu.
Devenu adulte, Moïse se rend compte des difficiles conditions de vie de ses frères de sang. Voyant un Égyptien frapper un Hébreu, il voit qu'il est seul, tue l'Égyptien et l'enterre dans le sable.
Les jours suivants, constatant que l'affaire s'était ébruitée, il s'enfuit d'Égypte vers le pays de Madiân. Parvenu à un puits, il défend des bergères de Madian contre d'autres bergers. Celles-ci lui offrent l'hospitalité en remerciement. Moïse trouve donc asile à Madian, où le prêtre, Jethro (יתרו), aussi appelé Réuel (רעואל), lui donne sa fille Séphora (צפורה) en mariage et dont il a deux fils, Gershom et Éliézer.

### L’appel de Dieu (Exode 3)

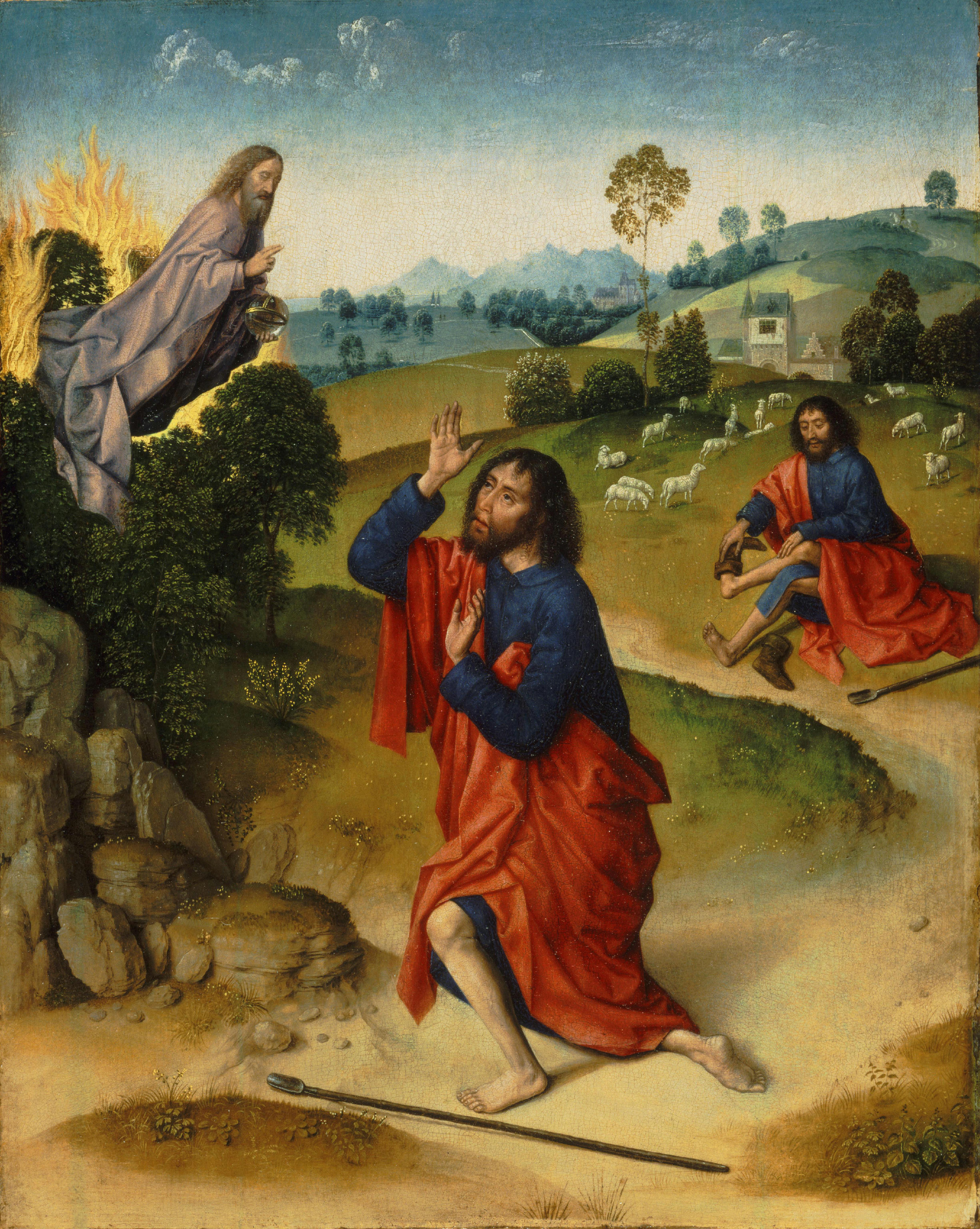
Moïse retirant ses sandales et Moïse devant le buisson ardent, huile sur panneau de Dirk Bouts, vers 1460-1475, Philadelphia Museum of Art, Philadelphie.

Alors qu'il est réfugié en Madiân et qu’il garde les troupeaux de son beau-père, Moïse vit une expérience que la Bible décrit comme une vocation : Dieu l’appelle de l’intérieur d’un buisson en feu, qui ne se consume pas. Sa mission consiste à libérer le peuple hébreu de l’esclavage qu’il subit en Égypte.
Pour l’accréditer auprès des Hébreux, Dieu lui révèle son nom, en continuité avec la tradition ancestrale : Abraham, Isaac et Jacob. Ce nom est le tétragramme YHWH, expliqué en Ex 3:14 par la formule אֶהְיֶה אֲשֶׁר אֶהְיֶה (Ehyeh Asher Ehyeh). La traduction de cette formule est variable : « Je serai qui je serai », « Je suis Celui Qui suis », « Je suis qui Je serai », « Je suis qui je suis », « Je suis Celui Qui Est », etc. Dans la traduction grecque de ce passage, les termes employés ouvrent la porte à une interprétation d’ordre métaphysique : « Je suis l’Étant ».

### Les dix plaies d’Égypte

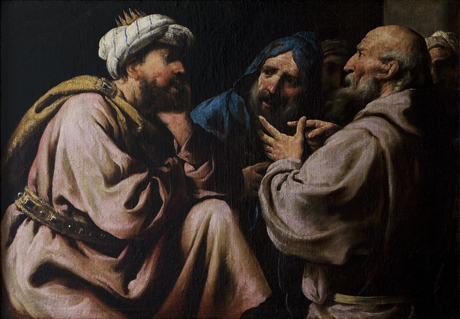
Moïse et Aaron devant Pharaon, huile sur toile de Pietro della Vecchia, seconde moitié du XVIIe siècle, Museo civico Amedeo Lia, La Spezia.

Moïse commence par s’excuser de sa mission, prévoyant les difficultés d’avoir à affronter Pharaon. Il reçoit alors des moyens et un signe qui ne le dispenseront pas de marcher dans la foi à travers les difficultés. Des moyens d’ordre surnaturel, l'Égypte subira dix fléaux envoyés par Dieu, mais aussi d’ordre naturel, comme l’aide de son frère Aaron et un signe futur consistant dans l’annonce de son retour dans ce même lieu avec le peuple.
Moïse et son frère Aaron tentent de persuader Pharaon de laisser les Hébreux quitter l’Égypte en le menaçant de terribles fléaux qui chaque fois se réalisent. Pharaon leur oppose ses magiciens (appelés Jannès et Jambrès dans la tradition postérieure) et ne cède qu’après la dixième plaie. (Exode, chapitres 7 à 12.)
1. Les eaux du Nil deviennent sang ;
2. Les grenouilles envahissent l’Égypte ;
3. Les mouches et les moustiques attaquent la population ;
4. Les vermines apparaissent ;
5. Une épidémie de peste attaque le bétail ;
6. Les habitants attrapent des furoncles (lèpre) ;
7. La grêle détruit les récoltes ;
8. Les sauterelles dévorent la végétation ;
9. Les ténèbres règnent pendant trois jours ;
10. Les premiers-nés (hommes et animaux) égyptiens meurent durant la nuit.

### L’exode dans le désert et le Décalogue

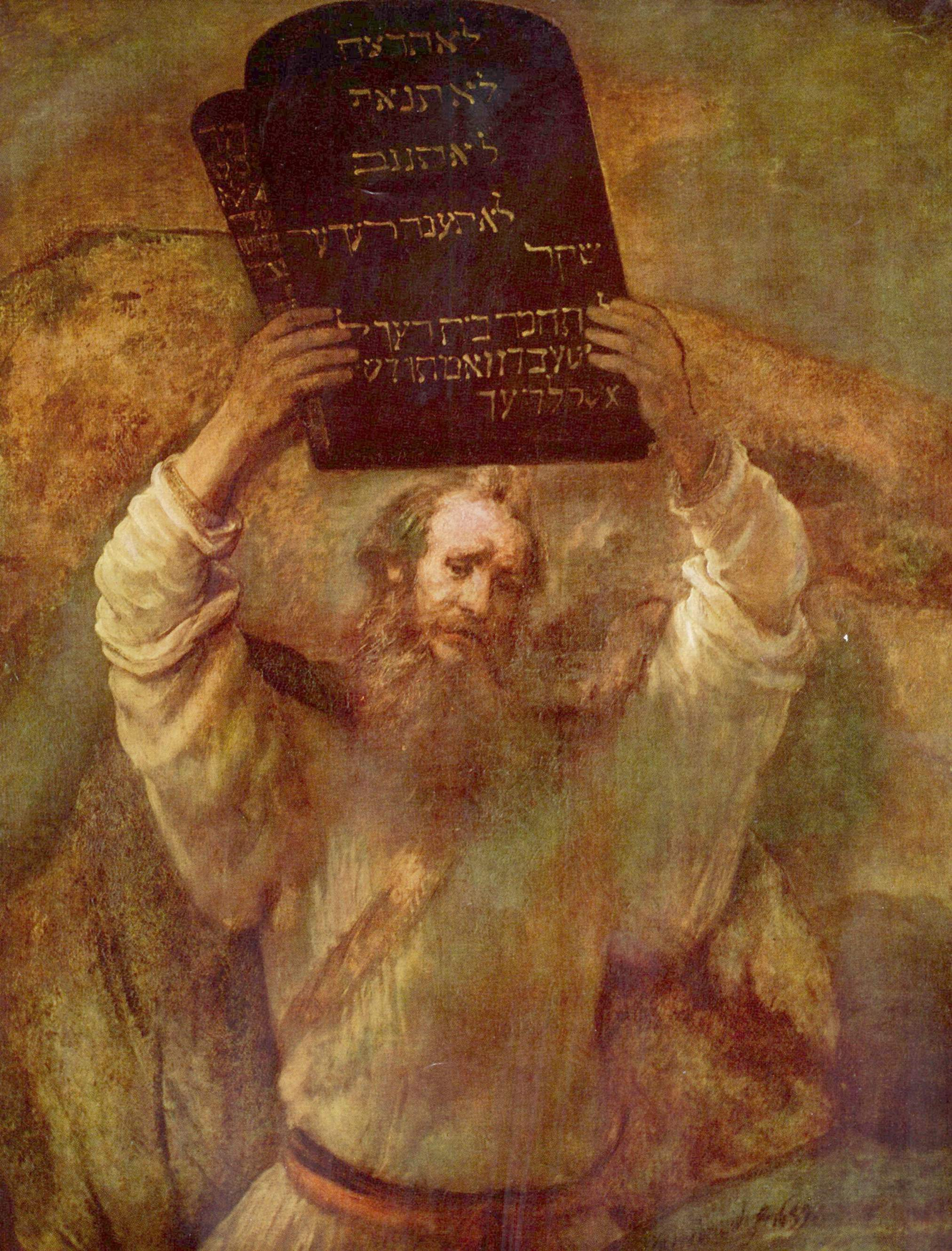
Moïse brisant les Tables de la Loi, huile sur toile de Rembrandt, 1659, Gemäldegalerie, Berlin.

Après sa sortie d’Égypte, Dieu fait traverser au peuple juif la mer des Joncs « à pied sec », qui se referme ensuite sur l’armée égyptienne tentant de les rattraper et engloutit celle-ci.
Moïse conduit ensuite son peuple au pied du mont Sinaï, où il monte recevoir le Décalogue, les Tables de la Loi. Lorsqu'il descend du mont Sinaï, il voit les Hébreux, sous la conduite de son frère Aaron, adorer un veau d'or (l’adoration d’une idole était interdite par le troisième commandement). Moïse est pris d'une colère si grande qu’il fracasse les Tables de la Loi contre un rocher puis ordonne le massacre de trois mille adorateurs du veau d'or (Ex 32, 25-29). Il doit alors retourner au sommet du mont Sinaï afin de recevoir de nouvelles tables (« Exode, 34, 18 »).
Au fil des miracles, Dieu affermit l’autorité de Moïse sur le peuple, prouvant ainsi qu’il est bien son envoyé. Pourtant, le peuple ne cesse de murmurer contre Moïse et contre Dieu, répétant qu’au moins en Égypte il vivait mieux. Ensuite, le peuple arrive devant la Terre promise et Moïse envoie douze éclaireurs pour reconnaître le pays (Nb 13). Dix d’entre eux découragent le peuple d’attaquer le pays malgré le soutien de l’Éternel. Dieu se fâche et les fait marcher dans le désert encore quarante années, afin qu’aucun de ceux qui étaient sortis d’Égypte n’entre dans la Terre promise hormis Josué et Caleb, les deux espions favorables à la conquête.

### Mort de Moïse

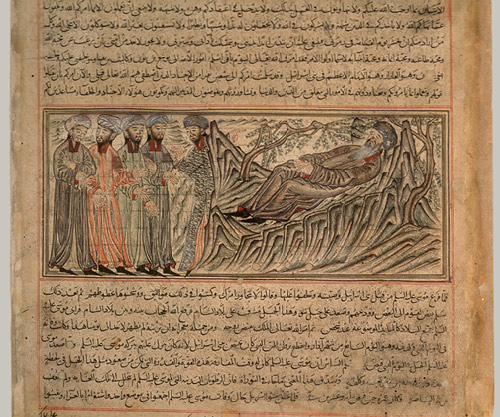
La Mort de Moïse, enluminure dans le Jami al-Tawarikh de Rashīd al-Dīn, 1314–1315, Khalili Collections, Londres.

Selon Nombres, 20, 7-13, Moïse, ayant, pour abreuver le peuple hébreu, frappé de son bâton par deux fois le rocher de Meriba — en attirant l'attention sur lui et Aaron au lieu du Dieu d'Israël — n’est pas autorisé à entrer en Terre promise. Il est autorisé à l’embrasser du regard, du haut du mont Nébo où il meurt à 120 ans. Avant de mourir, il nomme Josué comme successeur pour conquérir la Terre promise. La tradition talmudique, interprétant le début du Livre de Josué, fixe au 7 Adar l'anniversaire de cette mort, que le Seder Olam Rabba date de l'année 2488 de la Création du Monde.
Dans l'Épître de Jude, une dispute éclate entre l'archange Michel et le Diable au sujet du corps de Moïse. Ce différend n'est pas cru par les sadducéens, qui nient l'existence des anges.

## Littérature biblique
Moïse est le personnage le plus attesté et le plus cité dans l'ensemble des textes bibliques, apparaissant à 765 reprises dans la Bible hébraïque — dont 290 fois dans le seul Livre de l'Exode — et à 79 reprises dans le Nouveau Testament. Il y apparaît essentiellement comme le médiateur de la révélation, le législateur fondamental et l'auteur du Pentateuque.

### Attestations vétérotestamentaires
L'essentiel du Pentateuque — le Livre de l'Exode, le Lévitique, le Livre des Nombres et le Deutéronome — coïncide avec la biographie de Moïse dont le récit de la naissance — qui atteste d'une identité complexe, à la fois membre de la cour de Pharaon et du peuple d’Israël — est présentée dans L'Exode et celui de la mort dans le Deutéronome, aux portes de la Terre promise. Le texte biblique ne raconte rien de sa jeunesse et le présente adulte quand, notable égyptien, il ressent confusément pour la première fois sa solidarité avec le peuple hébreu. Il est par ailleurs notable que, contrairement à Abraham, il n'est pas présenté comme un ancêtre et sa généalogie n'a que peu d'importance, les rédacteurs insistant davantage sur son rôle de médiateur. Moïse est une des figures bibliques les plus fréquemment mentionnées dans la Bible hébraïque (Ancien Testament), 772 fois, contre 247 fois pour Abraham (dont 69 fois comme Abram), 359 fois pour Jacob et 1080 fois pour David.
Dans la Torah et plus particulièrement dans le Pentateuque, Moïse possède un statut unique parmi les hommes. Il est qualifié de serviteur de l'Éternel et le texte insiste à de nombreuses reprises sur sa relation privilégiée avec celui-ci dans le dessein de présenter les paroles et décisions de Moïse comme celles de Dieu lui-même. L'interlocuteur privilégié de Dieu est présenté comme prophète prêtre, législateur et poète ; il est le représentant de Dieu auprès des Hébreux et de Pharaon rédempteur et meneur du peuple d’Israël, fondateur de son administration et du culte divin.
Champion de YHWH contre l’idolâtrie et l'apostasie, Moïse est l'intercesseur auprès de Dieu en faveur de son peuple qui pourtant trahit sa confiance voire lui témoigne de l'hostilité. S'il lui arrive de se voir reprocher son manque de foi, il n'en est pas moins l'« homme de Dieu » capable de prodigieux miracles. En relation avec sa fonction de médiateur de la révélation, Moïse est également présenté sous une apparence extra-humaine : le Livre de L'Exode le décrit transfiguré après sa rencontre avec Dieu sur la montagne, son visage irradiant, marqué d'une aura divine.

### Nouveau Testament

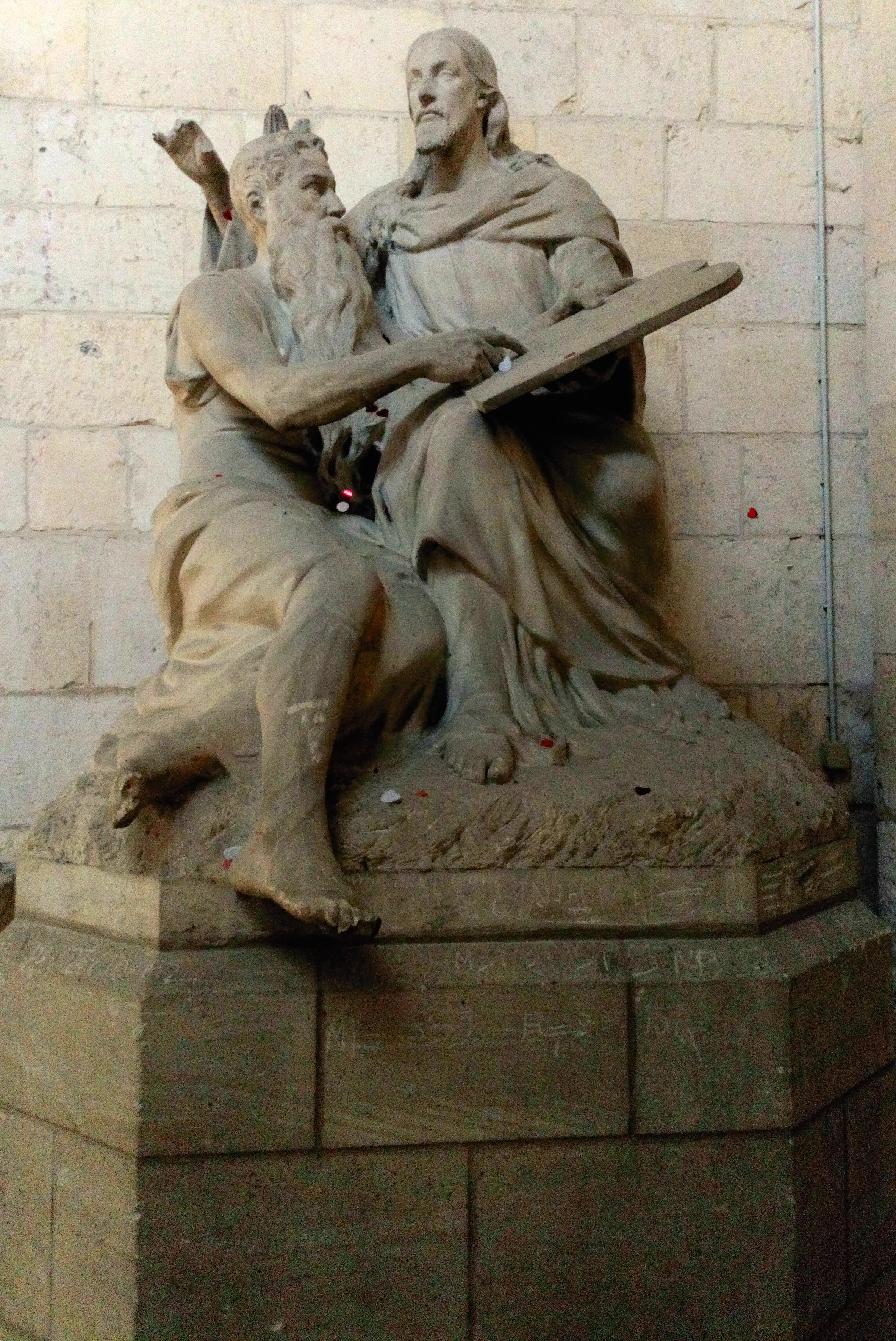
Moïse montrant les Tables de la Loi à Jésus, sculpture de Jules Dalou, seconde moitié du XIXe siècle, abbatiale Saint-Pierre de Corbie.

Les auteurs du Nouveau Testament ne disposent pas, à l'époque de leur rédaction, de Bible telle que nous la connaissons mais connaissent la Torah par la tradition orale, les commentaires au sein des synagogues et les diverses traditions connues aujourd'hui sous le nom de « récits intertestamentaires ». Les récits néotestamentaires vont ainsi souvent au-delà des récits proposés par le Pentateuque, témoignant de traces de légendes de traditions extrabibliques à une époque où la tradition juive continue elle-même d'ailleurs à actualiser la figure du prophète biblique. Ils sont néanmoins largement en conformité avec les récits bibliques anciens, Moïse apparaissant comme le législateur d'Israël, l'auteur du Pentateuque et le premier des prophètes.
Pour le Nouveau Testament, Moïse est d'ailleurs celui qui prophétise la venue de Jésus de Nazareth comme Messie qui est présenté comme un second Moïse, incompris et rejeté comme son prédécesseur mais qui peut se montrer, comme dans l'évangile de Matthieu dans l'épisode du Sermon sur la montagne, supérieur au premier des prophètes, proposant une compréhension de la Loi de Moïse acceptable pour les disciples de Jésus tant d'origine juive que d'origine païenne. Le récit biblique et traditionnel de l'enfance de Moïse sert de modèle à celle de Jésus et l'adieu de Jésus sur la montagne de Galilée est mise en parallèle avec la fin de Moïse sur le mont Nébo. Moïse fait en personne une apparition lors de l'épisode de la Transfiguration de Jésus, en compagnie d'Élie au vu des apôtres Pierre, Jacques et Jean, pour s’entretenir avec Jésus de l'« exode qu'il allait accomplir à Jérusalem », à savoir sa Passion et son ascension, préludant un nouvel exode pour ses disciples.
Moïse est la figure biblique vétérotestamentaire la plus fréquemment mentionnée dans le Nouveau Testament, 80 fois, contre 75 fois pour Abraham et 58 fois pour David. Moïse apparaît à neuf reprises dans les épîtres pauliniennes dites « authentiques » lorsque Paul de Tarse évoque la « Loi de Moïse », loi qu'il a « écrite » et « proclamée ». Pour Paul, les prodiges de l'exode mosaïque sont des symboles préfigurant la réalité chrétienne et le baptême dans « le Christ Jésus ». Selon lui, le croyant ne fait plus que s'inspirer de la Loi, au lieu de se fonder sur elle. De fait, la foi dans le Christ se substitue à la Loi, et l'apôtre du Christ exerce lui-même une mission supérieure à celle de Moïse.
Les traditions vétérotestamentaires sur Moïse sont enfin utilisées à de multiples occasions dans le Nouveau Testament en matière de typologie exégétique : dans l'interprétation de nombreux exégètes comme Origène et à l'instar d'autres personnages (ou de certains événements) de la Bible hébraïque, Moïse annonce la venue du Christ. Si une large majorité des Pères de l’Église, comme Eusèbe de Césarée, ont été amenés à considérer le christianisme comme supérieur au judaïsme — qui n'aurait pas compris la religion des patriarches à laquelle la Loi de Moïse se serait substituée —, Moïse incarne néanmoins, pour la plupart des auteurs chrétiens, le témoin des origines juives du christianisme dont l'histoire oscille entre continuité et rupture avec celles-ci.

## Traditions extra-bibliques

### Littérature hellénisée
À l'époque de Jésus de Nazareth, la « Bible » n'existe ni comme objet, ni comme terme : seul existe un ensemble littéraire, connu depuis le IIe siècle av. J.-C. comme « la Loi », constitué des cinq livres attribués à Moïse, ainsi qu'en attestent les fragments retrouvés sur un des rouleaux de Qumrân. À partir de cette époque circulent ainsi dans l'ensemble du monde judaïque, à côté d'une série d'autres livres séparés, deux « biographies de Moïse » - l'une en hébreu l'autre en grec - accueillant l'intégralité de la Loi, sans se faire concurrence, les « cinq volumes » étant désignés comme une œuvre unique non sans proposer une pluralité de versions. La version grecque du Pentateuque semble arrêtée à partir du IIe siècle av. J.-C. tandis que la version hébraïque connait encore des évolutions et des variations à l'époque de Jésus.

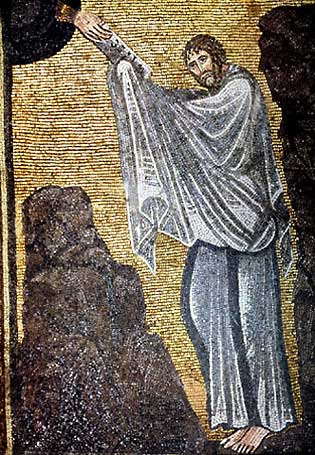
Moïse et les Tables de la Loi, mosaïque du IVe siècle, monastère Sainte-Catherine du Sinaï.

À la même époque, l'auteur juif Philon d'Alexandrie, premier à donner la liste des « cinq livres » que conservent les bibles chrétiennes, propose une Vie de Moïse (bios) qu'il traite distinctement de la Loi (nomos) de Moïse qu'il proclame « prophète » « législateur », « roi » et pansôphos - « détenteur de toute la sagesse » - décrivant un être « divin » assimilé au logos, détenteur de la fonction de « grand-prêtres des cieux ». Même si la postérité n'a retenu que la version biblique, Moïse a cependant fait l'objet de traitements littéraires variés dans les siècles précédant Philon : Flavius Josèphe, cite par exemple l’Histoire de l'Égypte de Manéthon qui évoque l'histoire d'un prêtre lépreux appelé Osarseph, figure légendaire dont le nom est forgé d'après le Joseph biblique et Osiris qui, à la tête d'une bande de lépreux et de bergers proscrits, mène une révolte victorieuse contre les Égyptiens et prend le nom de « Moïse » après avoir édicté des règles propres à cette communauté. Cette histoire atteste d'une importante tradition d'un Moïse-lépreux à laquelle une insertion tardive de l’Exode semble répondre.
Aux débuts de l'Empire lagide, à la fin du IVe siècle av. J.-C., dans son Histoire d’Égypte, l'écrivain grec Hécatée d'Abdère consacre une notice ethnographique aux Juifs où il décrit les exploits de Moïse, personnage central de la nation implantée en Iouda dont il est, tant sur le plan politique que le plan religieux, le fondateur, le guide et l'organisateur. C'est là le premier témoignage sensiblement développé proposé par un auteur grec à propos des juifs, même si sa datation voire l'authenticité des fragments parvenus sont débattues.
Dans les fragments de l’œuvre d'un certain Eupolémos, Moïse est désigné comme le « premier sage » (prôtos sophos), créateur de l'alphabet transmis aux Phéniciens puis aux Grecs, se référant peut-être à l'ancienne tradition des Sept Sages censés précéder les philosophes et parmi lesquels on trouve Solon et Thalès. Durant la même période, Démétrius « le Chronographe » aurait, selon Clément d'Alexandrie, rédigé un essai sur différents problèmes de chronologie biblique. Démétrius est vraisemblablement originaire de Ptolémaïs en Égypte. Son livre est intitulé Sur les rois de Judée. Il y traite de Moïse et de Salomon. Ézéchiel « le Tragique », probablement originaire d'Alexandrie, propose lui un récit de la vie de Moïse sous forme de tragédie. Plutôt fidèle au récit biblique, il présente néanmoins un épisode supplémentaire décrivant un rêve de Moïse sur le trône divin.
Vers le milieu du IIe siècle av. J.-C., le philosophe juif Aristobule de Panéas professe que Moïse a été le maitre d'Orphée et a précédé « Pythagore, considéré comme l'inventeur de la philosophie, Socrate et Platon dans toutes leurs investigations relatives à la Création ». À la même époque, l’historien juif Artapan d'Alexandrie mentionne Moïse dans une forme de roman historique présentant une série d'épreuves et de complots dont il sort systématiquement vainqueur. Ce dernier, identifié au dieu égyptien Thot/Hermès, se voit attribuer l'invention de la culture et de l'alphabet ainsi qu'il est élevé au rang d'« homme divin » (theios anêr) en tant qu'« interprète des lettres sacrées » tandis qu'il est présenté comme père de la culture égyptienne - ensuite transmise aux Grecs - et non comme législateur d'Israël.
À l'époque de Sylla, Lucius Cornelius Alexander dit Polyhistor en raison de sa grande production littéraire, compose un ouvrage intitulé Sur les Juifs qui n'est plus connu qu'au travers du témoignage d'Eusèbe de Césarée, où il semble s'attacher au Moïse législateur.
Au Ier siècle, Flavius Josèphe propose une véritable « biographie » héroïque de Moïse qui se caractérise par des analogies à certains héros de la mythologie gréco-romaine comme Romulus, Œdipe ou encore Persée. Il semble que Josèphe ait utilisé diverses sources bibliques mais aussi aggadiques ou encore des mythes païens, sans qu'il soit réellement possible de démêler les influences respectives. On y retrouve l’annonce de la naissance de Moïse, son abandon, ses exploits militaires avant l'épisode de sa disparition.
On trouve également l'attestation d'une probable Assomption de Moïse le décrivant comme un héros supraterrestre dont la mission de médiateur lui est confiée avant même la création du monde, ainsi qu'une œuvre apocalyptique en grec, mais d'origine sémitique, datée du début du Ier siècle av. J.-C. connue sous le nom de Testament de Moïse qui condamne les « nations » réduites au rang de faire-valoir d’Israël. Pour le rédacteur de ce texte, Moïse a été voulu dès le « commencement du monde », « imaginé et inventé » à ce moment comme « médiateur de l'Alliance ».

### Moïse dans l’islam

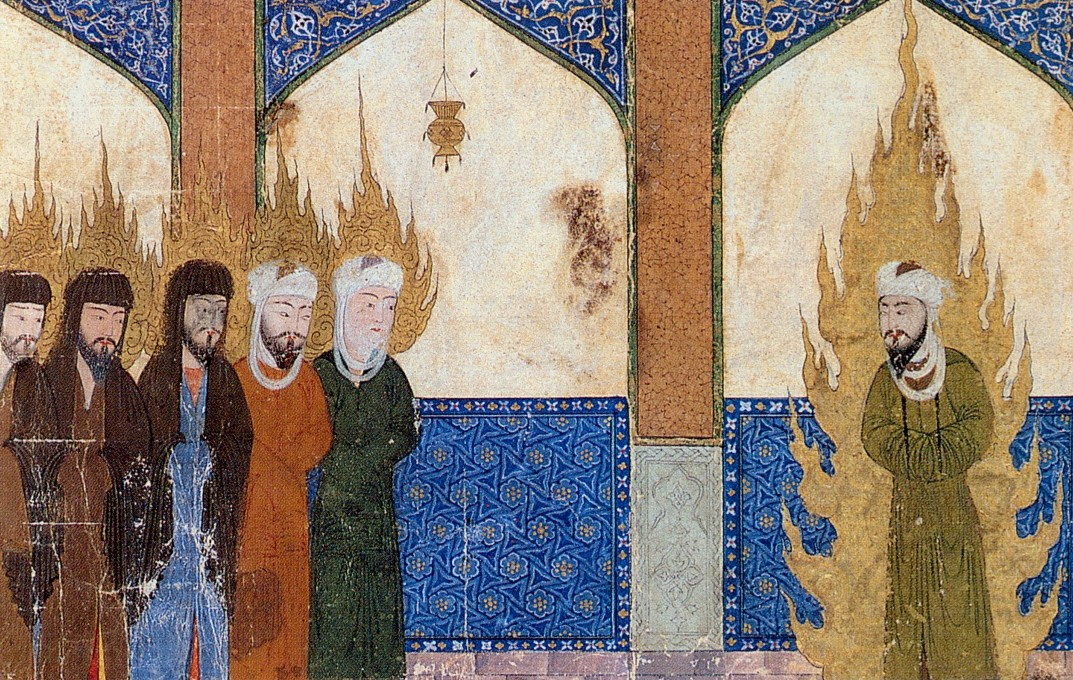
Mahomet conduisant ses prédécesseurs dans la prière, manuscrit médiéval perse enluminé.

Moïse — appelé Moussa (arabe : موسى) dans le Coran — fait partie des « grands prophètes » avec Adam, Nūḥ (Noé), Ibrahim (Abraham) et Îsâ (Jésus), prophètes qui ont façonné l'histoire religieuse de l'humanité, parmi les multiples prophètes qui ont précédé Mahomet, le « sceau des prophètes ». La Torah de Moïse annoncerait le prophète Mahomet, et Moïse est de loin le plus cité des prophètes par le texte coranique, son nom apparaissant à cent trente-six reprises. Moïse est également le seul des prophètes à avoir entendu directement Dieu lorsqu’il reçoit les tables de la Loi sur la montagne, un apanage qui lui vaut le titre de kalîm Allah — « interlocuteur de Dieu ».
Selon Pierre Lory, la plupart des récits mosaïques du Coran sont puisés dans le Pentateuque mais trouvent aussi leur origine dans l'Aggada ou sont même originaux. Michel Cuypers propose « de comprendre ces références implicites, non comme des emprunts, des imitations ou des plagiats, comme l’a trop souvent fait à tort une critique occidentale polémique, mais comme des relectures de textes-sources, réorientés dans le sens d’une théologie nouvelle, proprement coranique ». Pour Geneviève Gobillot, le Coran se veut guide de lecture de la Bible et des textes apocryphes ; il « entend parfois confirmer et parfois faire ressortir la vérité des Écritures antérieures », c'est-à-dire corriger des passages « ayant subi une déformation (tahrîf) au moment de sa mise par écrit »,. Le Coran naît dans le contexte de l'Antiquité tardive caractérisé par des influences chrétiennes, juives et zoroastrienne,.
Les différences se marquent avec les récits judaïques, revisités à la lumière de la prédication de Mahomet et à la réalité historique du cadre de celle-ci, se référant notamment aux tensions entre Mecquois païens et musulmans, insistant sur l'appel au monothéisme. À la différence du récit biblique, l'histoire coranique de Moïse est présentée comme une série de décisions divines au caractère inexorable, soulignant l'appui divin aux prophètes et aux croyants, notamment contre leurs adversaires mécréants. Autre divergence notable avec le Pentateuque qui raconte l'histoire de tout un peuple, le Coran construit son récit autour de la figure centrale de Moïse dont la sacralité permet de désigner la communauté qui le reconnait comme élue et non l'inverse : les croyants sont choisis par Dieu et non un peuple en tant que tel, dans un argument qui vise probablement les juifs de Médine se prévalant de leur ascendance.

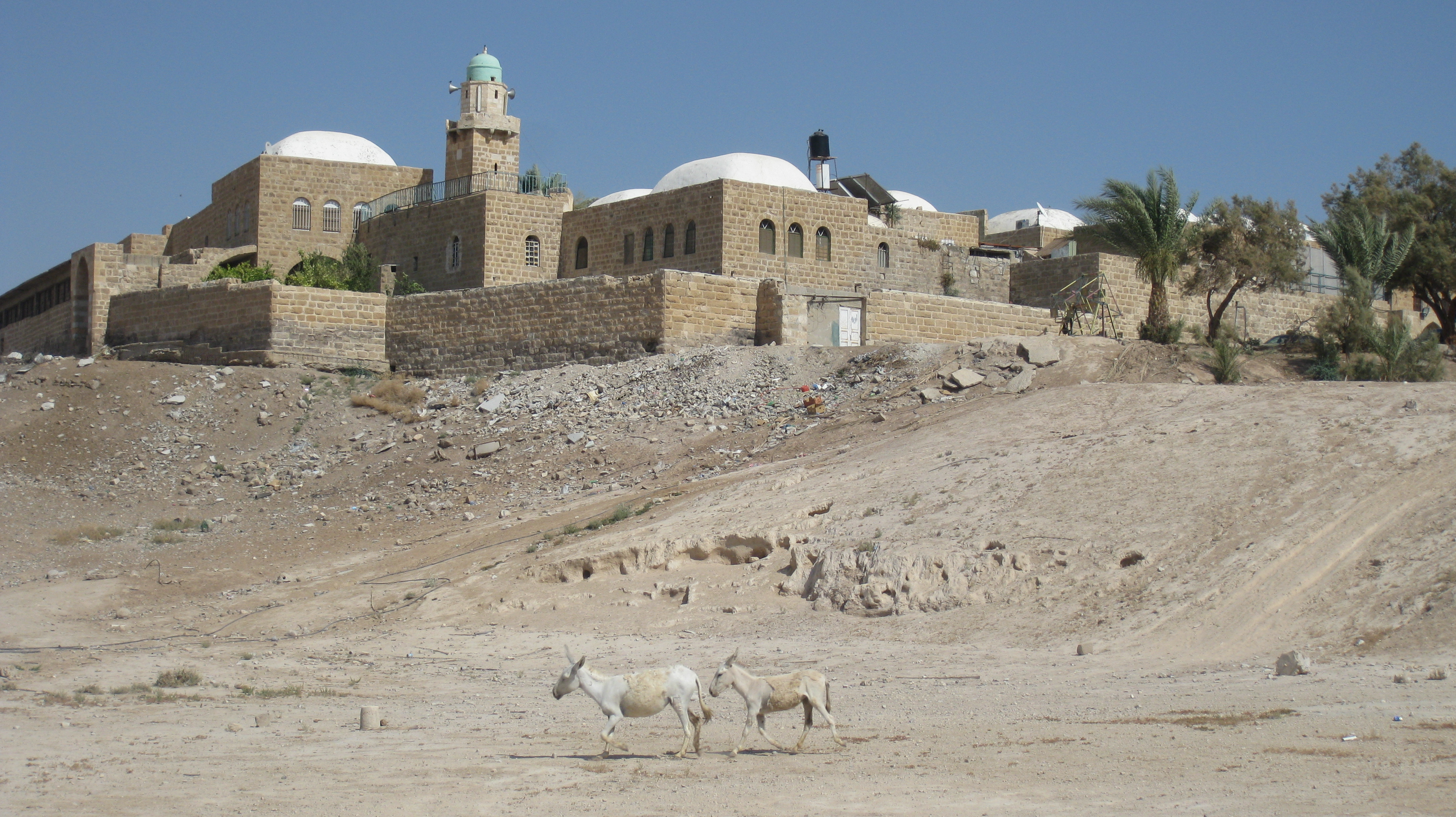
Village de Nabi Mousa, près de Jéricho, où se trouve un cénotaphe de Moïse remontant au XIIIe siècle.

Le Coran fait nettement le parallèle entre la vie de Moïse et celle de Mahomet et la figure du patriarche fonctionne comme un modèle à divers niveaux religieux et politiques, notamment en tant que vainqueur du Pharaon. À l'instar de Moïse, Mahomet est rejeté des siens, forcé d'abandonner son pays d'origine pour un exode comparable, l'hégire. Comme le patriarche, le Prophète crée autour de son message une communauté dont il assure la défense et la cohésion, tandis qu'il la tient écartée du polythéisme. Le Coran compare explicitement les chefs mecquois avec le Pharaon et son conseil ou encore les munâfiqun — les « hypocrites » — qui s'opposent à Mahomet avec les agitateurs au sein du peuple israélite durant la marche dans le désert. Le Coran présente ainsi la résistance des juifs de Médine comme une reproduction de la résistance à l’œuvre divine qu'ils avaient déjà opposée à l'époque de Moïse.
Les récits coraniques concernant Moïse, amples et riches, ont suscité de nombreux commentaires mystiques, essentiellement dans les rangs les plus spiritualistes de l'islam, le face à face avec Dieu sous l'apparence du buisson ardent étant la quintessence de la rencontre mystique. On en trouve ainsi par exemple chez Ja'far al-Sâdiq, Mansur al-Hallaj ou encore Abū l-Qāsim al-Qushayrī. L'image de l'opposition entre Moïse et Pharaon reste vivace et tout homme puissant à l'attitude inique est perçu comme un « Pharaon » auquel « tout croyant peut se sentir investi de la mission de lui rappeler la dimension éthique du monothéisme coranique ». Les légendes populaires musulmanes rapportent sur Moïse et les prophètes, au-delà du Coran, des anecdotes détaillées, souvent inspirées du midrash selon Pierre Lory.

## Figures mosaïques

### Prophète intime de Dieu
Moïse inaugure la série des prophètes d'Israël mais occupe une place singulière par la nature de sa rencontre avec YHWH. Cette singularité est d'ailleurs soulignée dans la Torah qui se conclut par l'affirmation selon laquelle « il ne s'est plus jamais levé en Israël un prophète pareil à Moïse, lui que le Seigneur connaissait face à face » après avoir insisté sur l'intimité particulière entre Dieu et son prophète élevant ce dernier au-dessus des autres. Moïse annonce d'ailleurs lui-même la venue d'autres prophètes « comme [lui] ». Son parcours est mis en parallèle avec celui des deux grands prophètes de l'Exil, Jérémie et Ézéchiel qui sont présentés dans un même schéma littéraire : l'élu reçoit un premier appel de Dieu auquel il est réticent en objectant sa jeunesse ou son incompétence et ses faiblesses ; Dieu refuse alors ces objections et promet son assistance qu'il manifeste par un signe, le « buisson ardent » concernant Moïse.
Moïse est le personnage de la Bible auquel Dieu révèle son nom — ou plutôt en donne une transcription — et en explique la signification : celui-ci, répondant à une objection de Moïse qui ne sait pas qui l'envoie libérer les Hébreux, explique dans une formulation paradoxale (et difficile à rendre en français) « je suis qui je suis » ou « je serai qui je serai » dans un jeu de mots avec le nom propre du Dieu d’Israël : l'expression hébraïque « heyèh asher heyèh » joue avec la graphie hébraïque de « Yahweh » mais rappelle également la promesse déjà faites à Moïse : « je suis/serai avec toi ». L'explication donnée à Moïse témoigne aussi de la volonté divine d'accompagner constamment son peuple.

### Libérateur du peuple juif

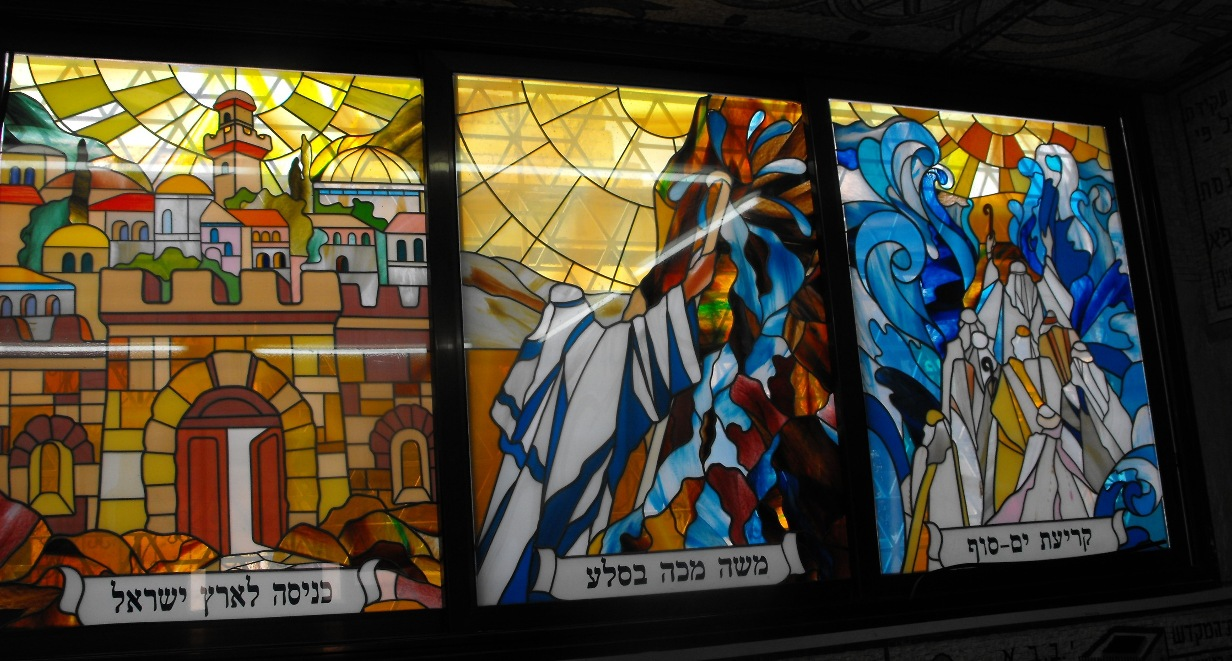
Vitraux de la synagogue Or Torah à Acre : Jérusalem, Moïse frappant le rocher et la traversée de la mer Rouge.

Moïse se rend en Égypte accompagné de Dieu qui entend manifester sa puissance et libérer le peuple hébreu. La « sortie d'Égypte » est considérée par de nombreux textes hébraïques comme l'acte constitutif de la foi d'Israël. Moïse doute de la réussite de sa mission et les obstacles sont nombreux, qu'il surmonte en compagnie de son frère Aaron et avec l'aide divine. La première rencontre entre Moïse, Aaron et Pharaon échoue, ce dernier refusant de reconnaitre l'autorité de YHWH et augmentant les corvées des Hébreux. Les rencontres suivantes tournent à la confrontation où Moïse — tantôt prophète et tantôt thaumaturge selon les versions, laïque ou sacerdotale, présentées dans le Livre de l'Exode — démontre la supériorité du Dieu d’Israël sur Pharaon et les dieux égyptiens en infligeant les plaies d'Égypte dont résulte la libération des Israélites.
Toujours en Égypte, Moïse fonde le rituel de la Pâque juive — consommation d'agneau et de pain azyme — qui commémore la libération de l’esclavage égyptien. Mais la libération à proprement parler intervient lors du passage de la « mer des Roseaux » ou « mer des Joncs » : grâce à l'intercession de Moïse, Dieu ouvre un passage à travers les flots dans un acte créateur — qui n'est pas sans rappeler le récit de la Création de la Genèse — par lequel celui-ci donne naissance à son peuple. La traversée de l'ouest — qui figure le couchant et la mort, vers l'est, le levant et la vie — symbolise le passage entre la mort et la vie par lequel Moïse fait accéder son peuple à la liberté.
Moïse fait encore là, dans sa fonction de premier « libérateur », figure d'archétype et le midrash attend à la fin des temps un libérateur eschatologique qui agirait comme lui.

### Législateur

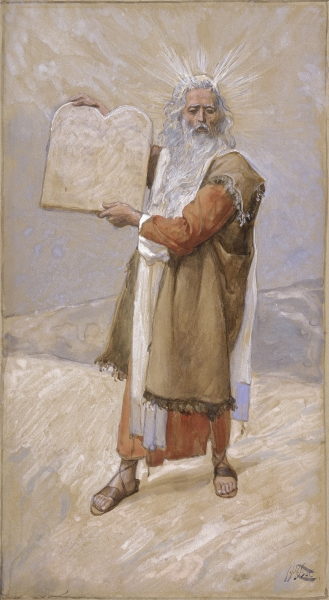
Moïse et les Dix Commandements, gouache sur panneau de James Tissot (v. 1896-1902), musée juif de New-York.

La liberté d'Israël est encore à construire et à organiser : c'est un processus « législatif » qui va conférer au peuple son identité, l'édification de réglementation des normes de coexistence qui nécessitent une figure de « législateur ».
Une nouvelle Alliance est scellée entre YHWH et Israël, dont Moïse est le médiateur : ce dernier prépare le peuple à la rencontre au cours de laquelle Dieu s'adresse directement aux Hébreux, dans le fracas des éclairs et du tonnerre, pour transmettre les Dix commandements ; ceux-ci figurent dans deux endroits de la Bible hébraïque, dans une version sacerdotale et une version laïque qui se distinguent surtout par leurs interprétations respectives du shabat.
Après l'intervention divine, le peuple demande à Moïse de continuer de porter la parole divine, l'établissant en tant que le législateur nécessaire. Toutes les autres collections de lois qui figurent dans la Torah sont ainsi réputées transmises par Yahweh à Moïse qui les communique au peuple, bien qu'elles diffèrent notablement par leur chronologie et leur ampleur. Toutes placées sous son autorité, elles sont regroupées dans la partie centrale de la Torah. Elles sont constituées du code de l'Alliance dans l'Exode — constituant le recueil de lois les plus anciennes —, des prescriptions sacerdotales et rituelles du Lévitique ainsi que du code dit « de sainteté » — insistant sur la sanctification de la communauté —, et enfin du code deutéronomique qui remplace sous Josias le code d'alliance.

### Figure royale
Le parcours de Moïse est largement inspiré par certaines conventions de l’idéologie royale. Dans toute l'histoire du Proche-Orient antique, les actes législatifs fondateurs sont toujours reçus des dieux ou d'un dieu tutélaire par les rois, ce qui n'est pas le cas de la Loi d’Israël : après la disparition de la royauté en Juda et l'Exil, c'est Moïse qui revêt la figure archétypale du législateur. Néanmoins, le récit biblique tend à conférer une dimension royale à ce dernier dont l'histoire est construite sur le modèle du roi Sargon d'Akkad - vraisemblablement pour faire de Moïse un personnage aussi important que le roi fondateur de l’empire d'Akkad - et rappelle l'histoire de Cyrus le Grand telle que la rapporte Hérodote, dans des récits fabuleux qui pouvaient être connus à Babylone lors de la période exilique. Moïse devient ainsi l'intermédiaire primordial entre Dieu et le peuple à la place du souverain qui n'existe plus. On retrouve le reflet de cette image royale dans le « testament » de Moïse dont la composition est inspirée, tant dans son vocabulaire que dans sa structure, par les traités de vassalité assyriens avec lesquels les suzerains orientaux obtenaient l’allégeance de leurs vassaux.
Moïse occupe dans le récit biblique une autre fonction typiquement royale, celle de la fondation du sanctuaire divin dans le désert : Moïse préside en effet à la création de la « Demeure » où réside YHWH, qui préfigure peut-être le Temple de Jérusalem. À l'instar d'un roi, Moïse est installé comme un vicaire divin.
On peut noter, enfin, que le nom lui-même de « Moïse » est un nom « royal », octroyé par une princesse égyptienne ; il est envisageable que l’auditoire du récit mosaïque n'ignorait pas que de nombreux noms pharaoniques étaient construits à partir de la racine m-s-s (« engendré par », cf. supra).
Au-delà de l'aspect royal, on peut noter des éléments de quasi-divinisation du personnage qui marquent comment ce dernier est pour toujours le médiateur par excellence entre Israël et son dieu : ainsi, dès le récit de l’exode Moïse est par deux fois appelé « elohim » par Yahweh lui-même.

### Médiateur
À l'instar de la fonction centrale du roi qui est d’être le médiateur entre le peuple et les dieux, les récits bibliques mentionnent avec une grande constance le rôle d'intercesseur que joue Moïse et qu'il trouve d'ailleurs régulièrement lourd à porter. En effet, l'établissement d'une alliance n'implique pas la parfaite entente des partenaires qui l'ont contractée et le récit biblique est émaillé d'incidents et de conflits débutant avec l'épisode du Veau d'or et la destruction des Tables de la Loi par Moïse lui-même. YHWH envisage alors de supprimer le peuple qui ne doit son salut qu'à l'intervention de Moïse, lequel doit cependant lui-même intervenir avec les lévites, ordonnant le massacre de trois mille adorateurs de l'idole, au terme de quoi l'alliance est renouée et la loi à nouveau gravée.
Depuis le moment de la théophanie au Sinaï au cours de laquelle Moïse est devenu définitivement le médiateur entre YHWH et le peuple d'Israël, il doit régulièrement intervenir en faveur de ce dernier pendant la traversée du désert - qui connait plusieurs épisodes de rébellion contre Moïse, Aaron et même Yahweh - notamment lorsque le peuple se refuse à conquérir le pays promis : il le sauve à nouveau d'un destin collectif funeste par une longue intercession. Cependant, le refus sera puni cette fois d'un report de quarante ans de l'arrivée en Terre promise et en l'extinction de la génération des adultes dans le désert, au nombre desquels Moïse lui-même. Ce dernier n'hésite d'ailleurs pas lui-même à interpeller Yahweh avec vivacité lorsqu'il s'agit de nourrir le peuple. Ces épisodes de rébellions traduisent vraisemblablement les tensions qui traversaient le judaïsme à l'époque perse, en proie alors à une crise identitaire et structurelle.

## Historicité de Moïse

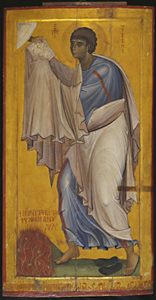
Moïse recevant les Dix Commandements, icône du XIe siècle, monastère Sainte-Catherine du Sinaï. Le Buisson ardent est représenté à ses pieds.

Moïse est le personnage le plus important de la Bible hébraïque, recevant la Loi pour le judaïsme, préfigurant Jésus-Christ dans le christianisme. Les exégètes se sont engagés depuis longtemps dans la difficile quête du Moïse historique, et ce particulièrement au cours du XXe siècle. Il n'existe cependant aucune trace historique de son existence en dehors de la Tradition biblique. Cela fait de lui une figure mémorielle plus qu'historique : le Moïse de la foi est bien plus connu que le Moïse de l'histoire, les deux n'étant d'ailleurs pas nécessairement différents.
Mais, si l'existence de Moïse est hors de portée de l'historiographie, les récits qui en sont rapportés ne se trouvent pas moins enracinés dans les débuts de l'histoire du proto-Israël. Rien n'interdit bien sûr qu'ils soient liés à une personnalité du nom de « Moïse ». Néanmoins, en tout état de cause, l'importance du « Moïse de l'histoire » est à relativiser dans la mesure où c'est le « Moïse des textes bibliques » qui est à l'origine du judaïsme, dans une figure multiple qui reflète la diversité de celui-ci.
La « Vie de Moïse » est relatée dans le Pentateuque, un récit rédigé en plusieurs étapes, par stratifications, qui résulterait de la mise en commun de différentes interprétations du fondateur du judaïsme. Le Livre de l'Exode, dont la rédaction remonte à la période de la royauté mais qui peut comporter des éléments plus anciens, est vraisemblablement marqué par l'idéologie royale néo-assyrienne dont témoigne, parmi d'autres passages, le récit de la naissance de Moïse. Celle-ci est calquée sur le récit légendaire de la naissance du roi Sargon d'Akkad, fondateur à la fin du IIIe millénaire de l'empire d'Akkad, dont des versions écrites existent à partir du VIIIe ou VIIe siècle av. J.-C. sous la forme d'une pseudo-autobiographie.
Il est ainsi possible que les premiers récits concernant Moïse, en lui conférant une dimension royale et une stature aussi importante que le roi mésopotamien, soient une réplique à la propagande assyrienne, une forme de « contre-histoire » rédigée à la cour du roi Josias, vers la fin du VIIe siècle av. J.-C., proposant peut-être alors une véritable « Vie de Moïse » de type biographique. Ces récits initiaux —probablement destinés à l'origine à célébrer Josias lui-même comme le réalisateur du pacte stipulé par Moïse entre Yahweh et son peuple — s'étoffent sur plusieurs générations essentiellement au cours de l'Exil à Babylone, synthétisant les interprétations des prêtres et des anciens fonctionnaires royaux, qui regroupent en Moïse toutes les institutions disparues d'Israël et de Juda, tant sacerdotales que royales. Le récit reçoit sa forme finale au cours du Ve siècle av. J.-C. intégrant dans ses descriptions des indications géographiques propres à cette époque, rendant dès lors inutilisables les noms de lieux pour toute tentative de reconstitution des événements ou d'identification des acteurs historiques présents derrière ces histoires. Ceci n'exclut cependant pas que le récit repose sur un noyau historique dont le souvenir aurait perduré à travers les siècles.
La recherche de la fin du XXe et du début du XXIe siècle considère ainsi généralement que le personnage de Moïse est une figure reconstruite dont le personnage lui-même et la réalité de son historicité échappent à l'historien, restant « sans doute à jamais une énigme historique » ses traces étant inaccessibles, et présentant une figure de héros « primordiale », c'est-à-dire « mythique », ainsi qu'il en va de nombreux héros fondateurs de l'Antiquité traduisant ce qu'André Paul envisage comme un prototype d'« historiographie militante ».
Néanmoins, les spéculations de toutes sortes restent possibles et certains auteurs ont cru pouvoir identifier Moïse à divers personnages égyptiens ou sémites de la cour égyptienne. Outre ces candidats pour le Moïse historique, plusieurs figures qui ont pu servir de modèle aux rédacteurs bibliques pour construire le personnage de Moïse ont été proposées.
Ainsi un certain Ben Azèn (ou Ben-Ozen), haut fonctionnaire de la cour de Ramsès II ou Ramsès III qui intervient comme médiateur dans un conflit opposant les contrôleurs égyptiens aux Shasou qui œuvrent comme esclaves dans les mines de Timna. Ainsi un majordome de Séthi II (1200-1194) nommé Beya qui, « vagabond d'un pays du Nord » devenu chancelier d'Égypte, intrigue avec Taousert, la femme principale du Pharaon après la mort de celui-ci et provoque une guerre civile à la tête d'une armée de « Cananéens ». Néanmoins, des découvertes récentes, qui montrent que ce Beya n'a pas quitté le royaume, invalident cette identification,. L'égyptologue Rolf Krauss a également proposé un fils de Séthi II nommé Mesesaya (ou Messouy), vice-roi de la province de Koush qui se serait rebellé contre son père, régnant plusieurs années comme pharaon sous le nom d'Amemnès, avant d'être forcé à fuir ; mais les quelques parallélismes avec le récit biblique à l'appui de cette théorie - notamment le fait que l'épouse de Moïse est d'origine koushite - semblent hasardeux et sont invérifiables. Thomas Römer conclut dans L'invention de Dieu que Moïse « doit plutôt être compris comme une « construction » à partir de différentes traces de mémoire. » Plus hasardeuses encore les théories qui voulaient faire de Moïse un disciple du « monothéisme » d'Akhenaton, voire proposant d'identifier le patriarche à ce pharaon du XIVe siècle av. J.-C. lui-même tandis que le monothéisme juif apparaît aux alentours du VIe siècle av. J.-C..
Il n'en demeure pas moins que - comme dans la littérature égyptienne - le souvenir de l'expulsion des Hyksôs d'Égypte au XVIe siècle av. J.-C. ou celle des pillards « Asiates » sous le règne de Sethnakht (~1185) peuvent avoir laissé la trace d'une « mémoire d'exode » et que le récit biblique combine une série de souvenirs des événements opposant les populations sémites aux rois égyptiens. La construction du personnage de Moïse doit ainsi peut-être partiellement au souvenir de différents hauts fonctionnaires sémites présents à la cour des pharaons.

## Représentations artistiques

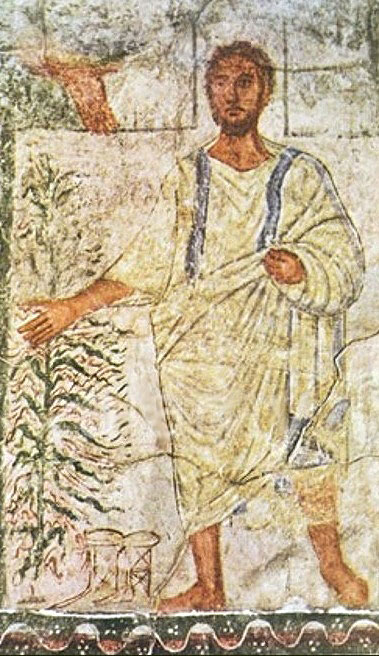
Moïse et le Buisson ardent, fresque de la synagogue de Doura-Europos, milieu du IIIe siècle.

Un ostracon de la fin du Ier siècle découvert lors d'une campagne de fouilles d’une petit centre administratif romain à Umm Balad, au sud du Mons Porphyrites, entre la mer Rouge et le Nil, semble apporter le plus ancien témoignage figuré d’une scène biblique, en l’occurrence — suivant la papyrologue Hélène Cuvigny — un portrait naïf de Moïse se référant à un épisode de l’Exode (4, 1-7) connu sous le titre de « vocation de Moïse » quand Dieu lui apparait sous forme d'un buisson ardent pour lui enjoindre de libérer les hébreux. Sur ce petit tesson trouvé dans le dépotoir des fortifications du site, le patriarche apparaît porteur d'un bâton serpentiforme et agitant une grosse main noire, réunissant dans un seul dessin deux prodiges accomplis par Dieu dans ce passage.
L'auteur est probablement juif, même si une telle représentation va à l’encontre de l’interdit biblique de la confection d'images : la littérature rabbinique atteste en effet qu'après la chute du Temple de 70, il est de moins en moins respecté, l’art figuratif entrant d'ailleurs largement dans les synagogues à partir du IIIe siècle. La synagogue de Doura-Europos comporte ainsi plusieurs représentations de Moïse dans les épisodes du Buisson ardent, de la sortie d'Égypte, de la réception des Tables de la Loi.
Istanbul revendique posséder plusieurs reliques de Moïse : la colonne de Constantin est supposée incrustée d'une pierre issue du rocher sur lequel frappa Moïse pour faire jaillir de l'eau ; la salle des reliques (Has Oda) du palais de Topkapı abrite des Reliques Sacrées, dont le bâton de Moïse.

### Dans la littérature
- Le recueil Poèmes antiques et modernes d’Alfred de Vigny s'ouvre par un poème fameux, Moïse (le premier de la section inaugurale intitulée Livre mystique), écrit en 1822 ou 1823. Vigny y évoque la mort de Moïse, s'adressant à Dieu pour lui dire à quel point il est fatigué par sa mission, lui répétant ce vers devenu célèbre : « Laissez-moi m'endormir du sommeil de la terre. » Il s'agit d'un des poèmes préférés de l'auteur, qui écrit dans une lettre à Camilla Maunoir du 26 décembre 1838 : « Aucun [de mes poèmes] n'a encore dit toute mon âme, mais s'il y en a un que je préfère aux autres, c'est Moïse. Je l'ai toujours placé le premier, peut-être à cause de sa tristesse, dont le sentiment se continue dans Stello. »[136]
- Thomas Mann a consacré une nouvelle à Moïse, La Loi (de) (en allemand Das Gesetz), dans laquelle il donne une description pleine d'ironie du célèbre prophète[137].
- Gerald Messadié, Moïse, éditions Jean-Claude Lattès, tome 1 : Un prince sans couronne  (ISBN 2-709-61876-1), tome 2 : Le Prophète fondateur  (ISBN 2-709-61894-X))

### En peinture

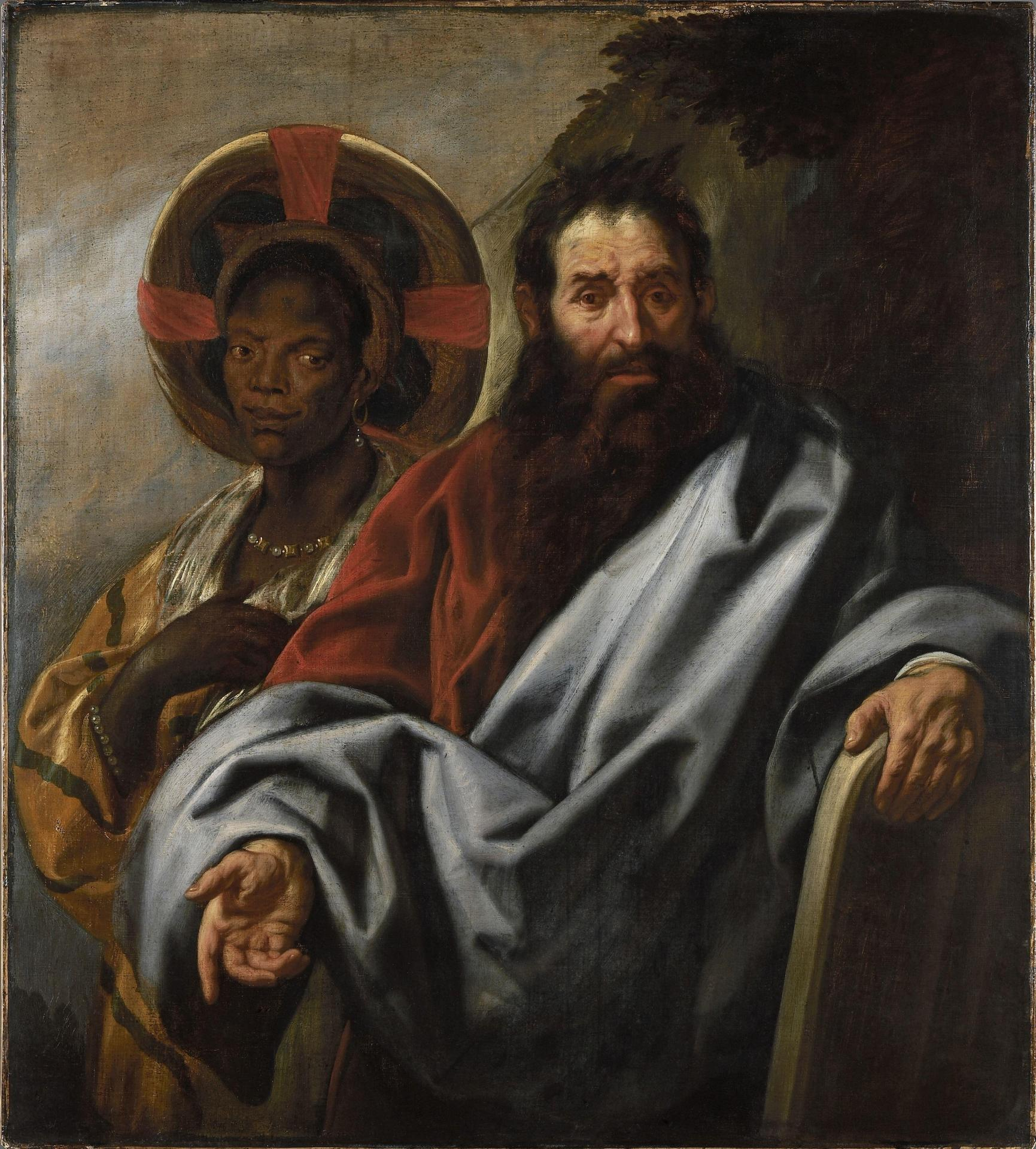
Moïse et son épouse Séphora l'Éthiopienne, par Jacob Jordaens vers 1650.

- La grande fresque Les Épreuves de Moïse peinte par Botticelli dans la chapelle Sixtine à Rome en 1482.
- L'Épreuve du feu de Moïse, 1501-05, Giorgione, huile sur toile, Galerie des Offices de Florence.
- Moïse défend les filles de Jethro, 1523-24, Rosso Fiorentino, huile sur toile, Galerie des Offices de Florence.
- Moïse sauvé des eaux, 1581, Véronèse, huile sur toile, musée des Beaux-Arts de Lyon.
- Triptyque de l'adoration du veau d'or, Lucas van Leyden, (v.  1530), huile sur bois, Rijksmuseum, Amsterdam.
- Moïse exposé sur les eaux, Nicolas Poussin, (1654), huile sur toile, 149,5 × 204,5 cm, Ashmolean Museum, Oxford.
- Les Israélites recueillant la manne dans le désert, Nicolas Poussin, (1639), huile sur toile, 149 × 200 cm, musée du Louvre, Paris.
- Moïse sauvé des eaux, Nicolas Poussin (1647), huile sur toile, Musée du Louvre, Paris.
- Moïse faisant jaillir l'eau du rocher, Jan Steen, (v.  1660-1661), huile sur toile, 95 × 98,5 cm, Philadelphia Museum of Art, Philadelphie.
- Moïse piétinant la couronne de Pharaon, Jan Steen, (v.  1670), huile sur toile, 78 × 79 cm, collection particulière, Pays-Bas.
- Moïse et le serpent d'airain, Antoine van Dyck, (v.  1620), huile sur toile, 205 × 235 cm, musée du Prado, Madrid.
- Moïse sauvé des eaux, deux tableaux d'Orazio Gentileschi : 1630-1631, National Gallery de Londres, 1633, musée du Prado de Madrid.
- Moïse brisant les Tables de la Loi, Rembrandt, 1659, huile sur toile, Gemäldegalerie de Berlin.
- Moïse sauvé des eaux, Charles de La Fosse, 1701, huile sur toile, musée du Louvre, Paris.
- Moïse recevant les Tables de la loi, Marc Chagall. 1960-1966, huile sur toile 238 × 234 cm, musée Marc-Chagall, Nice.

Moïse dans la peinture
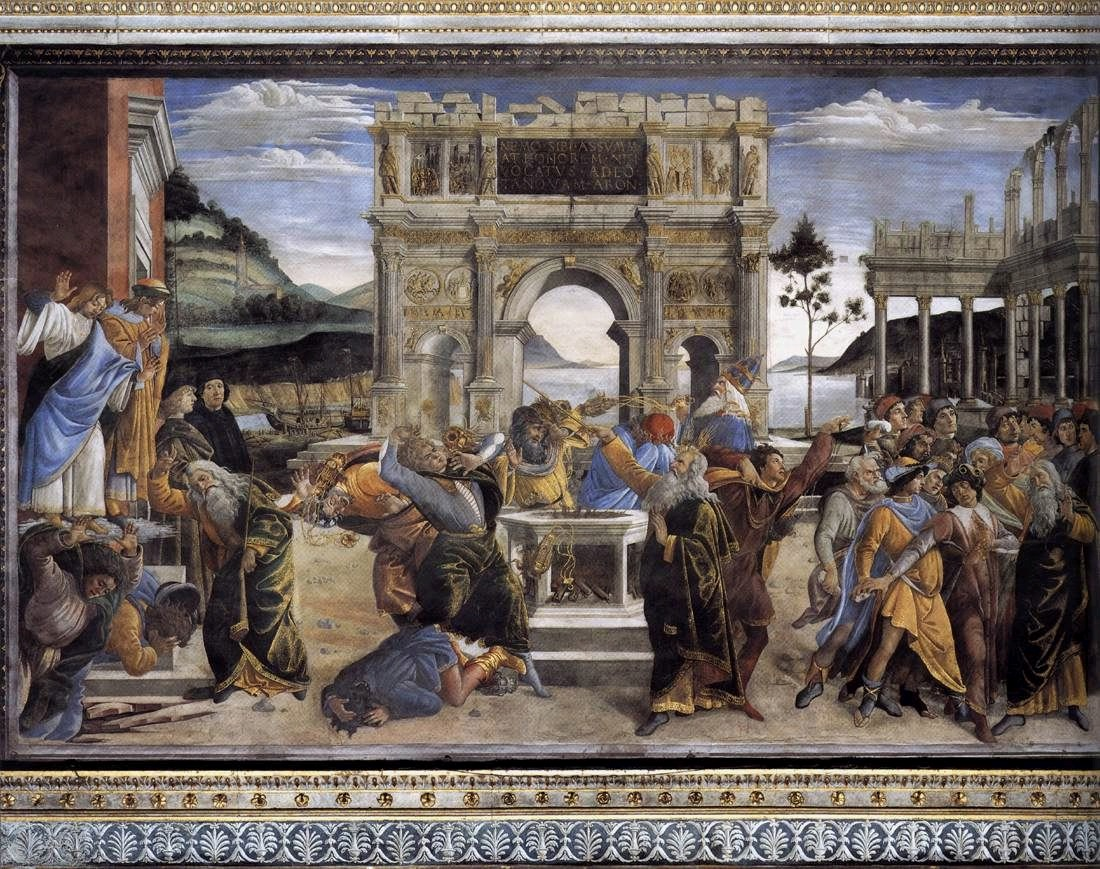
Les Épreuves de Moïse, 1482 Botticelli, chapelle Sixtine
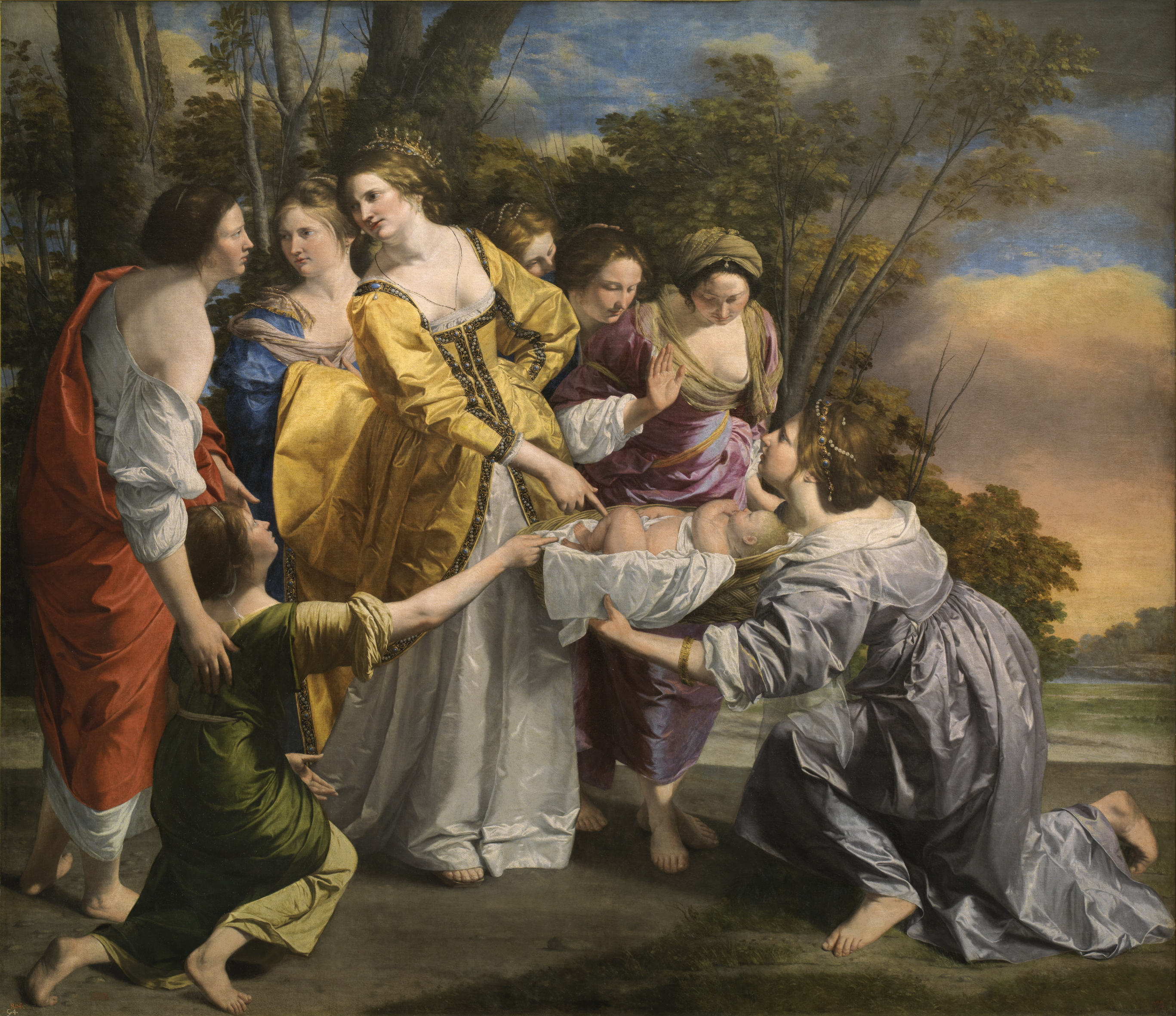
Moïse sauvé des eaux, 1633 Orazio Gentileschi Musée du Prado, Madrid
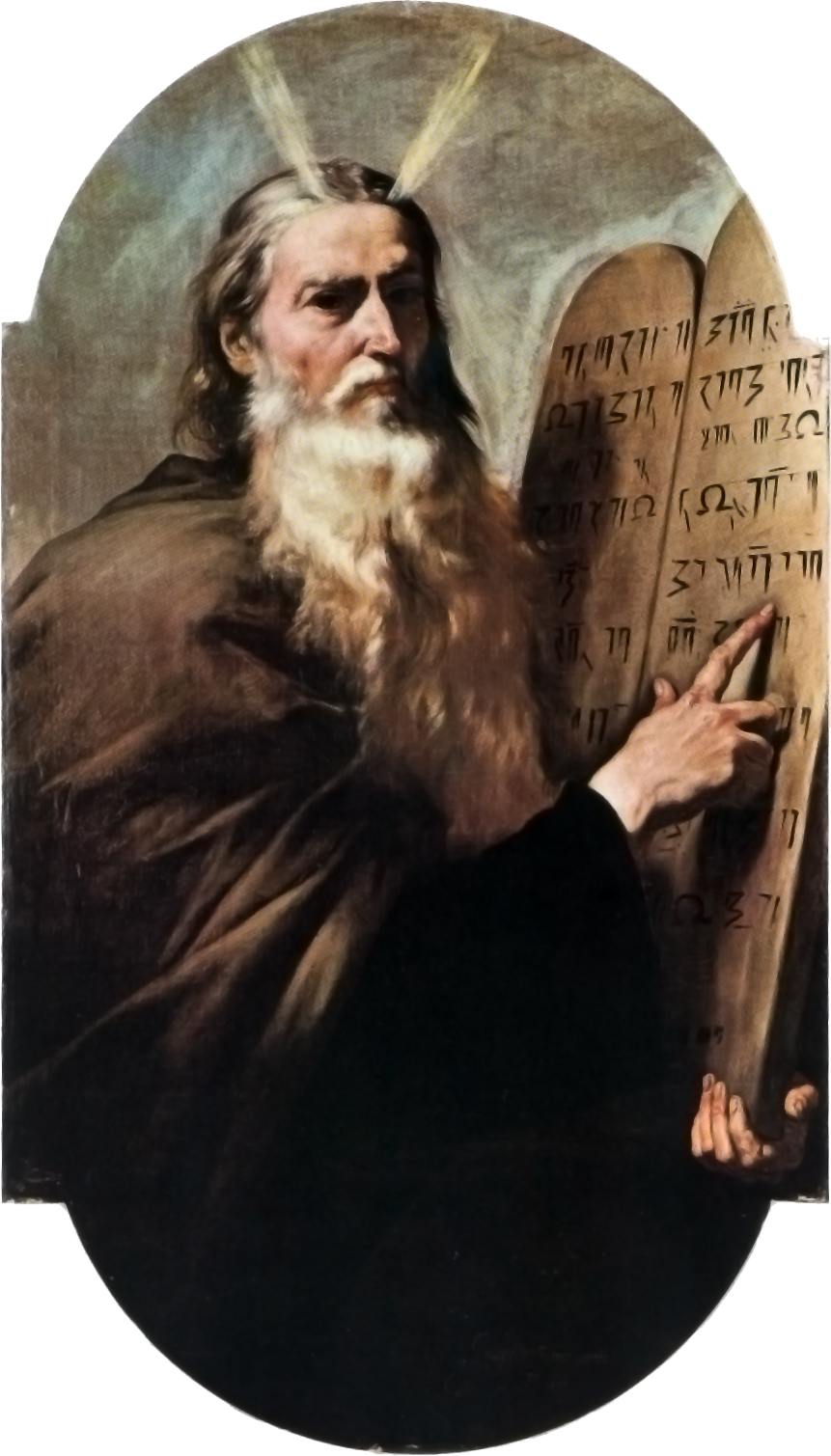
Moïse José de Ribera, 1638
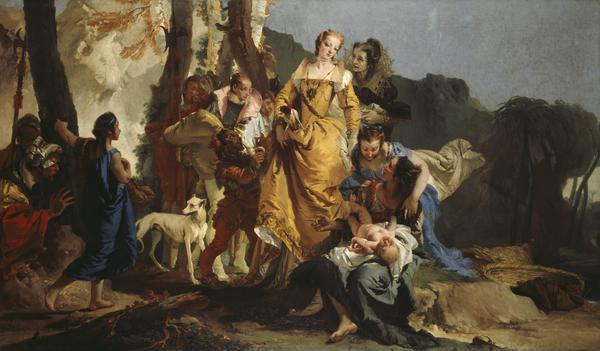
La Découverte de Moïse Giambattista Tiepolo, début des années 1730 Galerie nationale d'Écosse, Édimbourg

### En sculpture

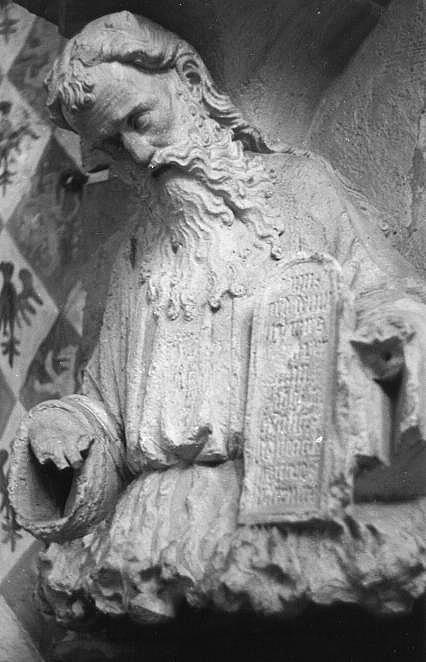
Buste de Moïse, console à la base de la Belle Madone de Toruń (Pologne).

La plus connue est la sculpture de Michel-Ange (vers 1515) faisant partie du monument funéraire du pape Jules II, dans la basilique Saint-Pierre-aux-Liens de Rome. Cette œuvre a fait l’objet d'une analyse par Sigmund Freud.

#### Cornes ou rayonnement?

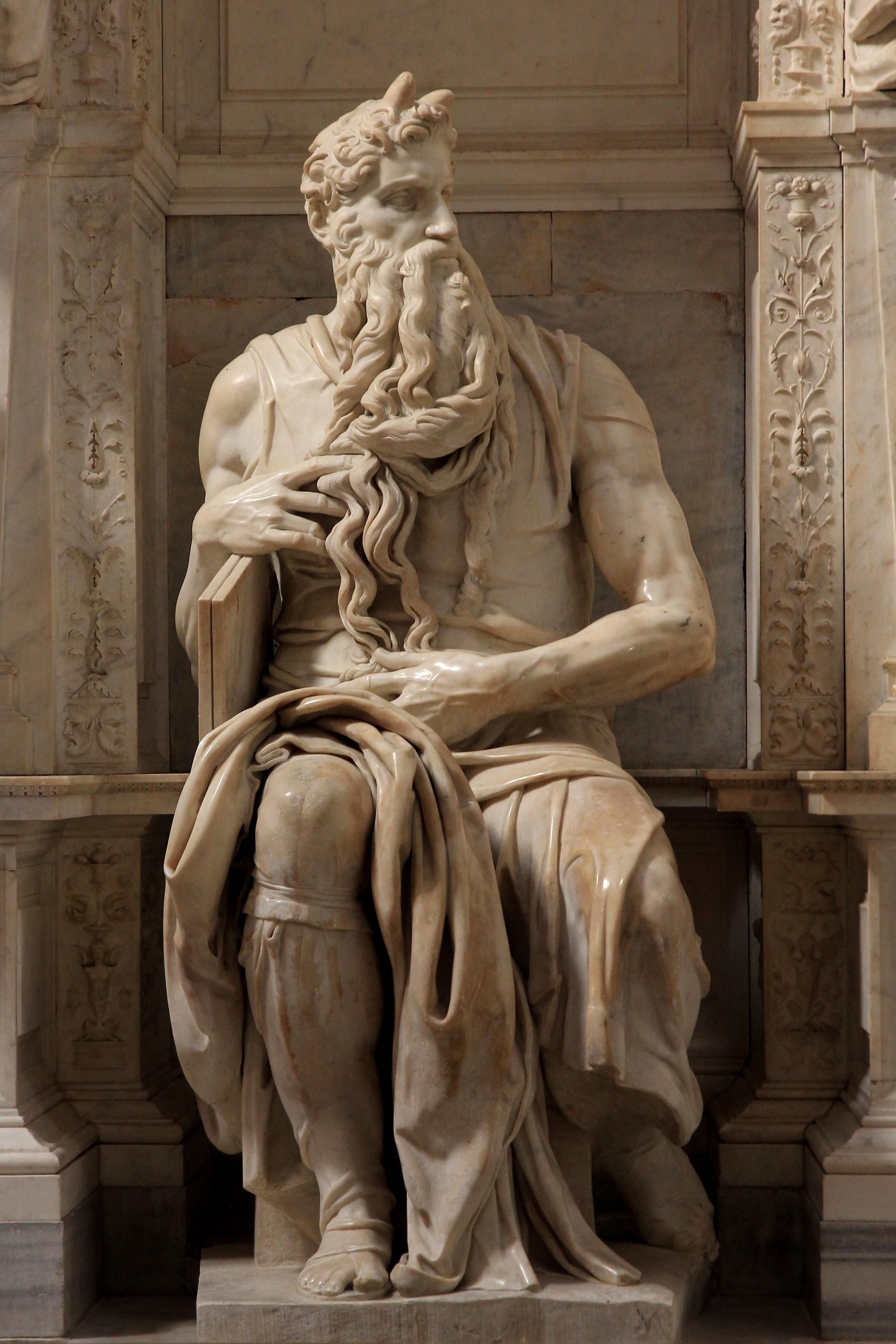
Moïse, sculpture en marbre de Michel-Ange pour le tombeau du pape Jules II, 1515, basilique Saint-Pierre-aux-Liens, Rome.

La statue représente Moïse portant des cornes, tout comme celle de la fontaine de Moïse (1585), également à Rome. Ces œuvres ont été commandées par différents papes et respectent le choix éditorial de la Vulgate, traduction officielle de l'Église catholique jusqu'au XXe siècle, à propos du passage « sa peau [de Moïse] était QRN » lors de l'épisode du Veau d'or (Ex. 34:29, 35). La Vulgate traduit par « sa peau était cornue ». À l'inverse, ce sont des rayons qui apparaissent sur le tableau de Ribera (1638) et dans de nombreuses autres œuvres commandées par l'Église catholique.
Seul Aquila de Sinope a fait le même choix que la Vulgate. Toutes les autres traductions, aussi bien juives que chrétiennes, rendent la forme verbale קָרַן, « QRN », par « rayonnante, resplendissante », la Septante par « chargée de gloire ». La mention de la « peau rayonnante » est reprise dans l'épisode néotestamentaire de la Transfiguration.
Dans cette hypothèse, les cornes peuvent donc provenir d'une mauvaise interprétation de la Vulgate à propos d'une aura ou de rayons. L'exégèse récente estime que cette traduction n'est pas solidement fondée tandis que la traduction littérale de la racine « QRN » par « corne » est bien attestée, souvent associée au pouvoir divin ou royal. Ainsi, Thomas Römer estime que la traduction de la Vulgate est la bonne, les cornes symbolisant selon lui la force d’un dieu ou d’un roi qui le représente, et que les cornes de Moïse expriment son statut particulier de médiateur, sa proximité inégalée avec Dieu.
La traduction « sa peau était cornue » au lieu de « sa peau rayonnait » semble provenir d'une confusion entre les mots hébreux karan, « rayonner », et keren, « corne ». Or, comme le souligne Charles Szlakmann, « les versets emploient à trois reprises le même verbe, « rayonner », et non un substantif qui pourrait être traduit par le mot « cornes ». Lorsque la Bible veut parler de cornes, comme en Lévitique 4:7 par exemple, « les cornes de l'autel », elle emploie le mot karnoth ». Dans la Bible hébraïque, « les cornes ne sont jamais des attributs divins, mais sont toujours associées à l'animalité. Quant à Moïse, il reste un homme, la Bible insiste sans cesse sur « l'homme Moïse », ha-ich Mocheh. Il n'y a aucun exemple de personnages mi-homme mi-bête, du type satyre, centaure ou sphinx. La tradition hébraïque a précisément en horreur tout ce qui peut rappeler l'animalité en l'homme ».

### En vitrail

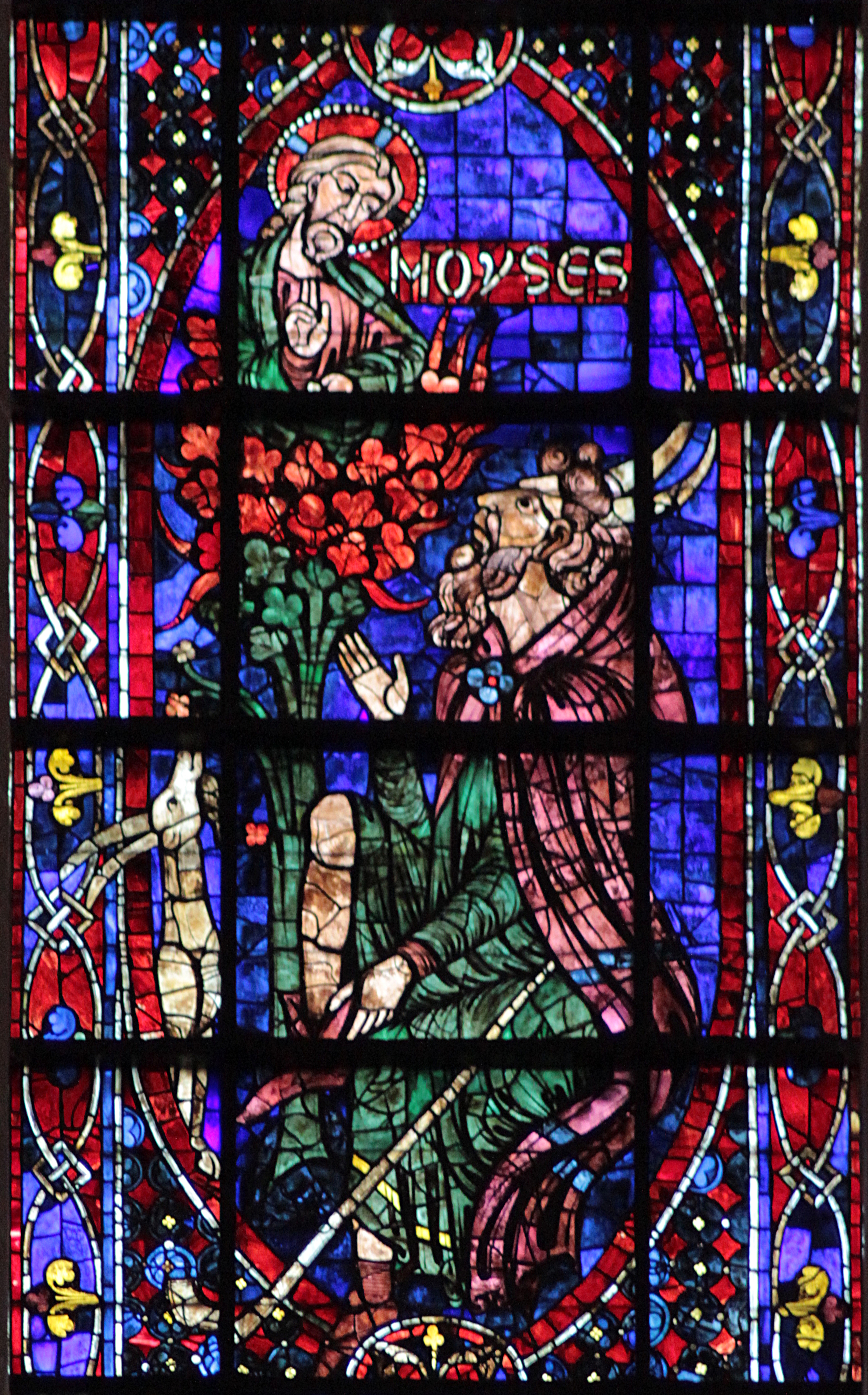
Moïse devant le Buisson ardent. vitrail haut de l'abside de la cathédrale Notre-Dame de Chartres.

- Sergio de Castro, fenêtre de Moïse : le Buisson Ardent, dans l'ensemble des vitraux Les Prophètes à l'église collégiale Notre-Dame-de-l'Assomption de Romont dans le canton de Fribourg en Suisse, 1980[147].

### Mosaïque
- Moïse sauvé des eaux est une mosaïque de Marc Chagall qui se trouve dans le baptistère de la Cathédrale de la Nativité-de-Marie de Vence à Vence dans le département des Alpes-Maritimes.

### Au théâtre
- La comédie musicale Les Dix Commandements d’Élie Chouraqui, Lionel Florence et Pascal Obispo. Moïse est interprété par Daniel Levi.
- Go down, Moses[148] de Romeo Castellucci.

### Opéra
- Moïse et Pharaon de Rossini
- Moses und Aron d'Arnold Schonberg

### Musique
- Henri-Joseph Rigel, La sortie d'Egypte, 1774
- Gioachino Rossini, Moïse et pharaon, 1827
- Louis Armstrong, Go Down Moses, 1953
- Mireille Mathieu, La Terre Promise, 1973
- Les Dix Commandements (comédie musicale), Il S'appellera Moïse, 2000

## Filmographie

### Cinéma
- 1909 : The Life of Moses réalisé par James Stuart Blackton en 1909
- 1920 : La Bibbia, par Guido Guiducci
- 1923 : Les Dix Commandements de Cecil B. de Mille avec Theodore Roberts dans le rôle principal.
- 1936 : Les Verts Pâturages (The Green Pastures), film américain de Marc Connelly et William Keighley d'après la pièce de théâtre Les Verts Pâturages, avec Frank H. Wilson dans le rôle de Moïse.
- 1956 : Les Dix Commandements de Cecil B. de Mille, avec Charlton Heston dans le rôle principal, retrace sa vie.
- 1975 : Moïse et Aaron, par Günter Reich
- 1980 : Wholly Moses!, par Lisa Caimano et Michelle Caimano
- 1981 : La Folle Histoire du monde, par Mel Brooks
- 1998 : Le dessin animé Le Prince d'Égypte, par les studios DreamWorks, qui couvre les chapitres 1 à 20 de l’Exode. Ce film a été interdit dans des pays à majorité musulmane comme les îles Maldives ou la Malaisie, car Moïse, en tant que messager de Dieu reconnu par l’islam, ne peut être représenté.
- 2014 : Exodus, par Ridley Scott.

### Télévision

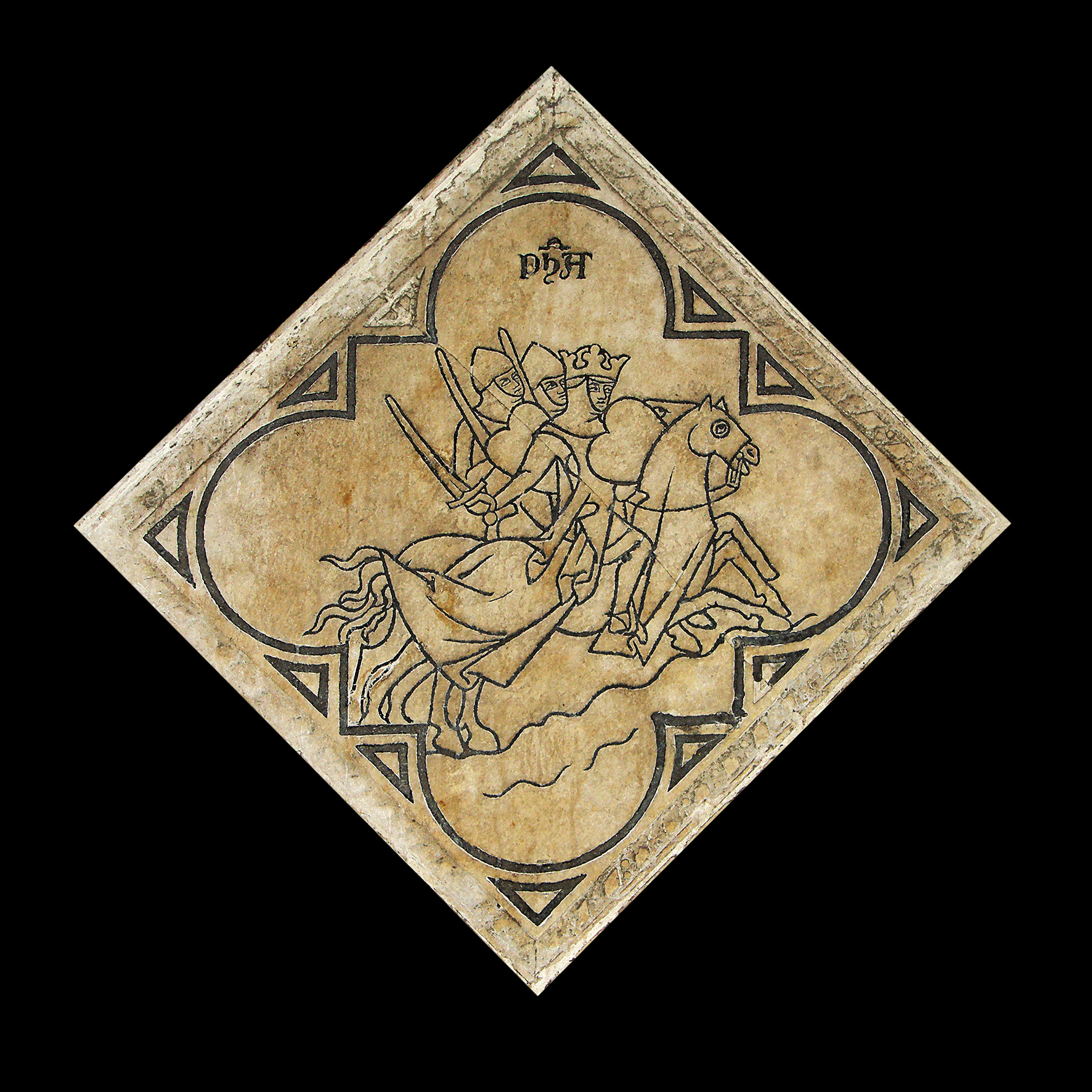
Dalle gravée avec incrustations de plomb, provenant du dallage de l'église St-Nicaise, exposée dans la basilique St-Remi de Reims, Pharaon poursuivant Moïse et les Juifs, XIIIe s.

- 1957 : The Green Pastures (en), par Frederick O'Neal
- 1958 : The Old Testament Scriptures, par Thayer Roberts
- 1974 : Moïse, par Burt Lancaster et Bill Lancaster
- 1984 : Moïse, par Samuel Ramey
- 1996 : Moïse, par Joseph Sargent, avec Ben Kingsley
- 2000 : Au commencement..., par Billy Campbell et Corey J. Smith
- 2002 : Left Behind II: Tribulation Force, par Louis Negin
- 2003 : Moïse et Pharaon un opéra en 4 actes de Gioachino Rossini, par Ildar Abdrazakov
- 2006 : Les Dix Commandements par Dougray Scott et Ben Hammersley
- 2006 : Moses und Aron, par Franz Grundheber
- 2006 : The Ten Commandments: The Musical, par Val Kilmer
- 2007 : Exodus, par Daniel Percival (en), Jack Greenhough et Stephen Greenhough
- 2007 : Les Dix Commandements, par Christian Slater
- 2009 : Moses und Aron, par Dale Duesing
- 2010 : South Park, par Trey Parker
- 2014 : Son of God, par William Houston et Joe Forte
- 2024 : Testament: L'histoire de Moïse, par Avi Azulay

### Documentaires
- Histoire de Moïse. Reg. Jean Claude Bragard. Cinehollywood, 2006. DVD[149]